# Afganistan
Emiratul Islamic al Afganistanului (paștună/dari (afgană): Afğānistān د افغانستان اسلامي امار), este o țară fără ieșire la mare situată la intersecția Asiei Centrale și de Sud. Se învecinează cu Pakistanul la est și sud, Iranul la vest, Turkmenistanul la nord-vest, Uzbekistanul la nord, Tadjikistanul la nord-est și China la nord-est și est. Ocupând o suprafață de 652.864 km2 (252.072 mile pătrate), țara este predominant muntoasă, cu câmpii în nord și sud-vest, separate de lanțul muntos Hindukuș. Kabul este capitala și cel mai mare oraș al țării. Populația Afganistanului este estimată între 36 și 50 de milioane de locuitori.
Locuirea umană în Afganistan datează din epoca paleoliticului mijlociu. Supranumit popular „cimitirul imperiilor”, acest teritoriu a fost martorul multor campanii militare, inclusiv cele ale perșilor, lui Alexandru cel Mare, Imperiului Maurya, musulmanilor arabi, mongolilor, britanicilor, Uniunii Sovietice și ale unei coaliții conduse de SUA. Afganistanul a fost, de asemenea, locul de unde au pornit pentru a forma imperii importante greco-bactrienii și mogulii, printre alții. Datorită numeroaselor cuceriri și perioade de influență în sferele culturale iraniană și indiană, zona a fost un centru pentru zoroastrism, budism, hinduism,  și, mai târziu, islam. Statul modern afgan a început cu Imperiul Durrani în secolul al XVIII-lea, deși uneori Dost Mohammad Khan este considerat fondatorul primului stat afgan modern. Afganistanul a devenit un stat tampon în cadrul Marelui Joc dintre Imperiul Britanic și Imperiul Țarist. Din India, britanicii au încercat să supună Afganistanul, dar au fost respinși în Primul Război Anglo-Afgan; în Al Doilea Război Anglo-Afgan, britanicii au învins. După Al Treilea Război Anglo-Afgan, în 1919, Afganistanul s-a eliberat de hegemonia politică străină și a devenit Regatul Afganistanului în 1926. Această monarhie a durat aproape o jumătate de secol, până când Zahir Shah a fost înlăturat în 1973, iar mai apoi s-a instaurat Republica Afganistanului.
Din anii 1970, istoria Afganistanului a fost dominată de conflicte armate intense, inclusiv lovituri de stat, invazii, insurgențe și războaie civile. Conflictul a început în 1978, când o revoluție comunistă a instaurat un stat socialist (ca reacție la dictatura instaurată după lovitura de stat din 1973), iar luptele interne ulterioare au dus la invazia sovietică din 1979. Mujahideenii au luptat împotriva sovieticilor în Războiul sovieto-afgan, apoi între ei după retragerea sovietică din 1989. Talibanii au preluat controlul asupra majorității țării în 1996, dar Emiratul Islamic al Afganistanului condus de ei a primit puțină recunoaștere internațională până la răsturnarea sa în 2001, în urma invaziei conduse de SUA. Talibanii au revenit la putere în 2021, după capturarea Kabulului, punând capăt războiului 2001–2021. În iulie 2025, guvernul taliban este larg nerecunoscut de comunitatea internațională din cauza încălcărilor raportate ale drepturilor omului, în special în ceea ce privește drepturile femeilor și tratamentul acestora de către talibani.
Afganistanul este bogat în resurse naturale, inclusiv litiu, fier, zinc și cupru. Este al doilea cel mai mare producător de rășină de cannabis, și al treilea ca mărime în producția de șofran și cașmir. Țara este membră a Asociației Sud-Asiatice pentru Cooperare Regională și membru fondator al Organizației Cooperării Islamice. Din cauza efectelor războaielor din ultimele decenii, țara se confruntă cu niveluri ridicate de terorism, sărăcie și malnutriție infantilă. Afganistanul rămâne printre cele mai puțin dezvoltate țări ale lumii, ocupând locul 182 în Indicele Dezvoltării Umane. PIB-ul Afganistanului este de 81 miliarde USD în paritatea puterii de cumpărare și 20,1 miliarde USD în valori nominale. PIB-ul pe cap de locuitor este printre cele mai scăzute din lume (conform datelor din 2020).

## Etimologie
Unii cercetători sugerează că numele rădăcină Afghān derivă din cuvântul sanscrit Aśvakan, care era folosit pentru a desemna locuitorii antici ai lanțului muntos Hindu Kush. Aśvakan înseamnă literalmente "călăreți", "cresători de cai" sau "cavaleri" (de la aśva, cuvântul sanscrit și avestic pentru "cal").
Afganistan înseamnă (cuvânt cu cuvânt) țara afganilor, englezii au introdus primii denumirea de țara afgană, transformându-se mai târziu în Afganistan, denumire preluată și de afgani.
Numele Afganistan a fost folosit pentru prima oară în 1801 în tratatul de pace dintre Anglia și Persia referitor la regiunile în care trăiau paștunii. O denumire foarte veche a regiunii unde astăzi se află Afganistan este Kabulistan. Pâna acum 2.000 de ani existau regi în Ghazna denumiți Kabulschahi (regii din Kabul). Poetul Firdausi de la curtea sultanului Mahmod din Ghazna a scris acum 1.000 de ani foarte multe de Kabulistan (denumit și Zabulistan).
Numele istoric cel mai cunoscut pentru această regiune este Khorasan.
Istoric, etnonimul Afghān a fost folosit pentru a se referi la paștuni, un grup etnic majoritar în Afganistan. Forma arabă și persană a numelui, Afġān, este atestată pentru prima dată în cartea de geografie din secolul al X-lea Hudud al-'Alam. Ultima parte a numelui, „-stan”, este un sufix persan care înseamnă „locul” sau „țara”. Prin urmare, „Afghanistan” se traduce prin „țara afganilor” sau, într-un sens istoric, „țara paștunilor”.

Conform celei de-a treia ediții a Encyclopaedia of Islam:
Numele Afghanistan (Afghānistān, „țara afganilor / paștunilor”, afāghina, sg. afghān) poate fi urmărit până la începutul secolelor VIII/XIV, când desemna partea cea mai estică a domeniului Kartid. Acest nume a fost folosit ulterior pentru anumite regiuni din imperiile Safevizid și Mogul care erau locuite de afgani. Deși bazată pe o elită de sprijin statal formată din afganii Abdālī / Durrānī, entitatea politică Sadūzāʾī Durrānī, înființată în 1160 / 1747, nu a fost numită Afghanistan în epoca sa. Numele a devenit o denumire oficială de stat abia în timpul intervenției coloniale din secolul al XIX-lea.
Termenul „Afghanistan” a fost folosit în mod oficial în 1855, când britanicii l-au recunoscut pe Dost Mohammad Khan ca rege al Afganistanului.

## Geografia
Afganistanul este situat în Asia de Sud-Centrală. Regiunea centrată pe Afganistan este considerată „răscrucea Asiei”, iar țara a avut porecla Inima Asiei. Renumitul poet urdu Allama Iqbal a scris odată despre această țară:
Asia este un trup de apă și pământ, al cărui suflet este națiunea afgană. Din discordia sa, discordia Asiei; iar din armonia sa, armonia Asiei.
Cu o suprafață de peste 652.864 km² (252.072 mi²), Afganistanul este a 41-a cea mai mare țară din lume. Este puțin mai mare decât Franța și mai mic decât Myanmar, având aproximativ dimensiunea statului Texas din Statele Unite. Afganistanul nu are ieșire la mare, fiind o țară fără litoral. Are cea mai lungă graniță terestră cu Pakistanul (linia Durand), la est și sud, urmată de granițe cu Tadjikistan (nord-est), Iran (vest), Turkmenistan (nord-vest), Uzbekistan (nord) și China (extrem nord-est); India recunoaște o graniță cu Afganistan prin regiunea administrată de Pakistan din Cașmir. În sensul acelor de ceasornic din sud-vest, Afganistanul se învecinează cu provinciile iraniene Sistan-Baluchestan, Khorasan de Sud și Khorasan Razavi; regiunile Ahal, Mary și Lebap din Turkmenistan; regiunea Surhandaria din Uzbekistan; regiunile Hatlon și Gorno-Badahșan din Tadjikistan; regiunea autonomă uigură Xinjiang din China; și teritoriul Gilgit-Baltistan, provincia Hyber Pahtunhwa și provincia Belucistan din Pakistan.

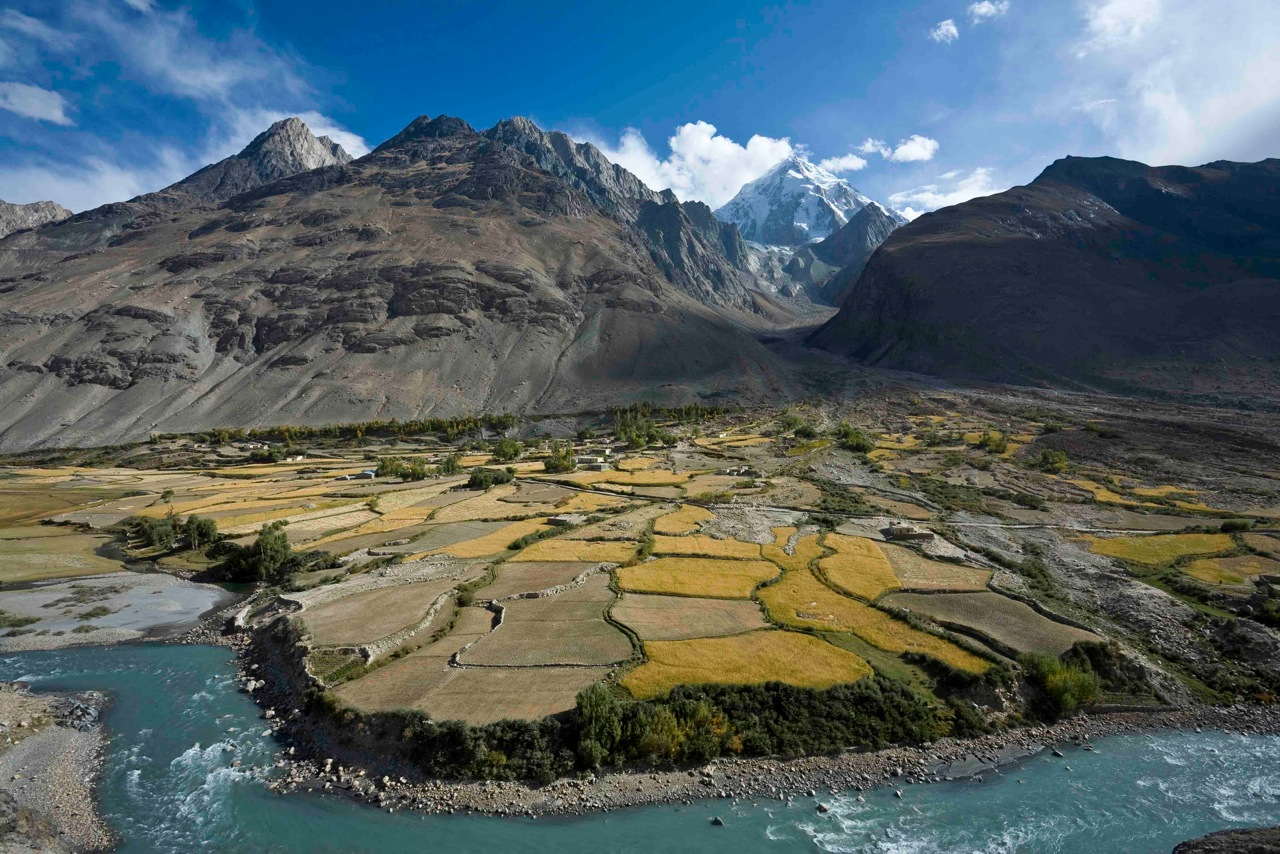
Cultivarea luncilor în Coridorul Wahan, Munții Pamir

Geografia Afganistanului este variată, dar în mare parte muntoasă și accidentată, cu lanțuri muntoase neobișnuite, însoțite de platouri și bazine fluviale. Este dominată de lanțul Hindukuș, extensia vestică a Himalayei, care se întinde până în Tibetul de est prin Munții Pamir și Munții Karakorum din nord-estul Afganistanului. Cele mai înalte puncte se află în est, constând în văi montane fertile, adesea considerate parte din „Acoperișul lumii”. Hindukuș se termină în platourile înalte din centrul-vest, formând câmpii în nord și sud-vest, cunoscute ca Câmpiile Turkestanului și Bazinul Sistan; aceste două regiuni sunt compuse din pășuni ondulate și semi-deșerturi, respectiv deșerturi fierbinți și vântoase. Există păduri în coridorul dintre provinciile Nuristan și Paktika (vezi pădurile de conifere montane din estul Afganistanului), și tundră în nord-est. Cel mai înalt punct al țării este Noșaq, la 7.492 m deasupra nivelului mării, iar cel mai jos punct se află în provincia Jowzjan, pe malul râului Amu, la 258 m.

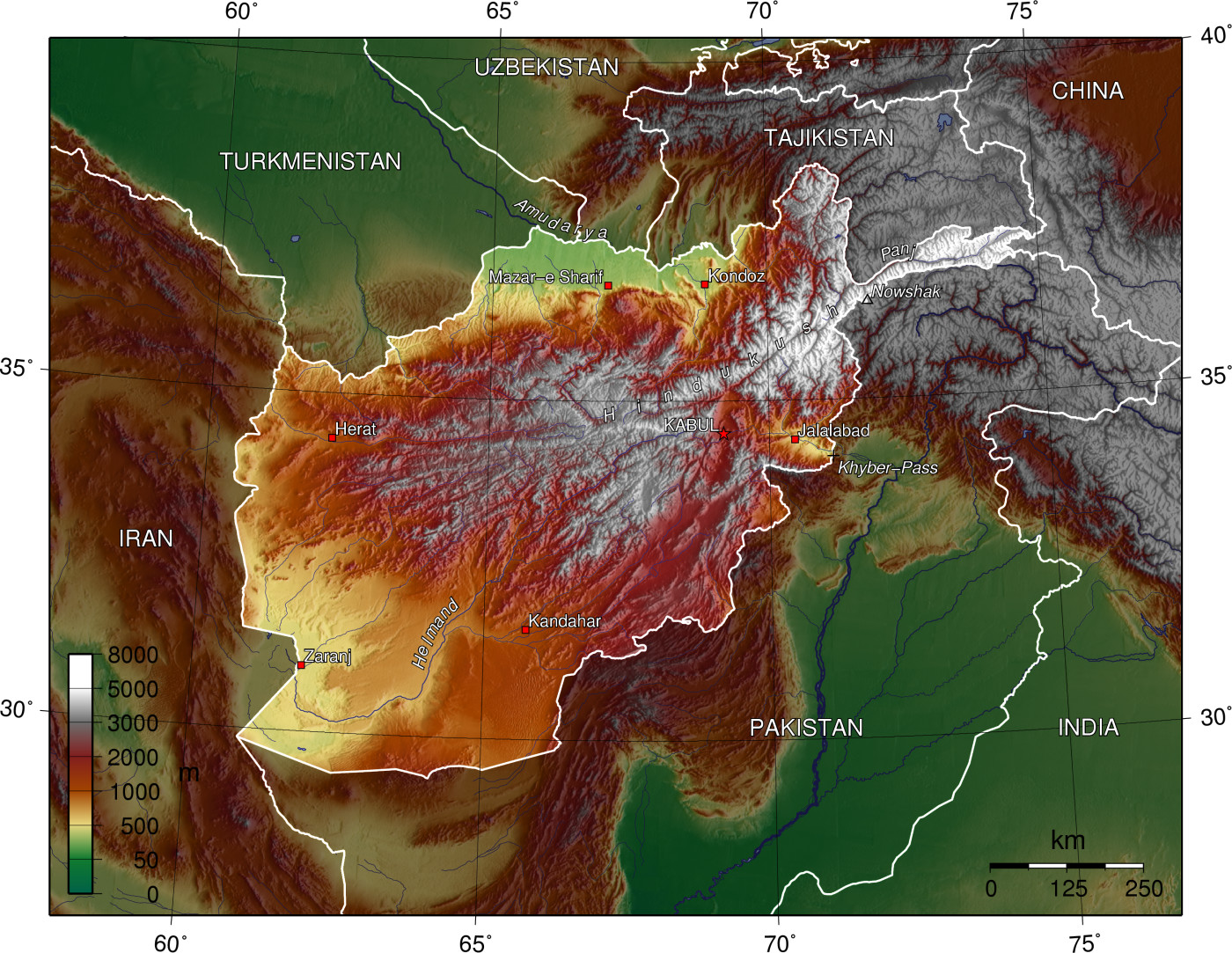
Relieful muntos topografic al Afganistanului

Deși are numeroase râuri și rezervoare, mari părți ale țării sunt uscate. Bazinul endoreic Sistan este una dintre cele mai aride regiuni din lume. Râul Amudaria izvorăște în nordul lanțului Hindukuș, în timp ce râul Hari Rud curge spre vest, spre Herat, iar râul Arghandab curge din regiunea centrală spre sud. La sud și vest de Hindu Kush curg mai multe pâraie afluente ale râului Indus, cum ar fi râul Helmand. Râul Kabul curge spre est până la Indus, terminându-se în Oceanul Indian. În timpul iernii, munții Hindukuș și Pamir primesc zăpadă abundentă, care se topește primăvara și alimentează râurile, lacurile și pâraiele. Totuși, două treimi din apa țării curge spre țările vecine: Iran, Pakistan și Turkmenistan. Conform unui raport din 2010, statul avea nevoie de peste 2 miliarde USD pentru reabilitarea sistemelor de irigație, astfel încât apa să fie gestionată corespunzător.
În Afganistan, pădurile acoperă aproximativ 2% din suprafața totală a terenului, echivalentul a 1.208.440 hectare în 2020, o cifră neschimbată din 1990. Din pădurile regenerabile natural, 0% erau raportate ca păduri virgine (cu specii native și fără urme vizibile de activitate umană), și în jur de 0% se aflau în zone protejate. În 2015, 100% din suprafața forestieră era sub proprietate publică.
Lanțul muntos Hindukuș din nord-estul Afganistanului, în jurul provinciei Badahșan, este o zonă seismică activă, unde pot apărea cutremure aproape anual. Acestea pot fi mortale și distructive, provocând alunecări de teren sau avalanșe iarna. În iunie 2022, un cutremur devastator cu magnitudinea 5,9 a lovit aproape de granița cu Pakistanul, ucigând cel puțin 1.150 de persoane și provocând temeri privind o criză umanitară majoră. Pe 7 octombrie 2023, un alt cutremur cu magnitudinea 6,3 a lovit nord-vestul Heratului, ucigând peste 1.400 de persoane.

### Biodiversitate

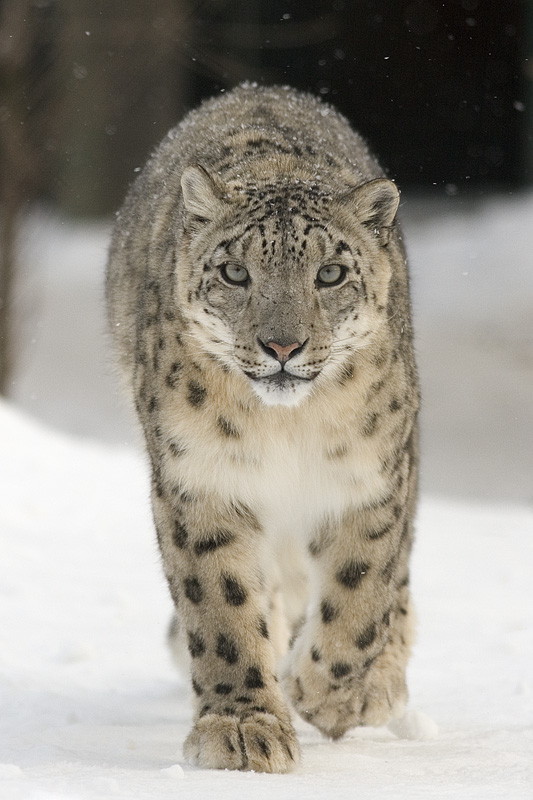
Leopardul zăpezilor este animalul de stat al Afganistanului

Mai multe tipuri de mamifere trăiesc în întreaga Afganistan. Leoparzii zăpezii, tigrii siberieni și urșii bruni trăiesc în regiunile alpine de tundră de la altitudini mari. Oile Marco Polo trăiesc exclusiv în regiunea Coridorului Wahan din nord-estul Afganistanului. Vulpile, lupii, vidrele, cerbii, oile sălbatice, râșii și alte feline mari populează regiunea pădurilor montane din est. În câmpiile semi-deșertice din nord, fauna sălbatică include o varietate de păsări, arici, Gofăr și carnivore mari precum șacalii și hienele.
Gazele, porcii sălbatici și șacalii populează câmpiile stepei din sud și vest, în timp ce manguste și gheparzi există în semi-deșertul sudic. Marmotele și ibexii trăiesc, de asemenea, în munții înalți ai Afganistanului, iar fazanii există în unele părți ale țării. Ciobănescul afghan este o rasă autohtonă de câine cunoscută pentru viteza sa mare și blana lungă; este relativ cunoscută în Occident.
Fauna endemică a Afganistanului include veverița zburătoare afghană, fulgerul de zăpadă afghan, Paradactylodon (sau „salamandra munților Paghman”), Stigmella kasyi, Vulcaniella kabulensis, gecko leopard afghan, Wheeleria parviflorellus, printre altele. Flora endemică include Iris afghanica. Afganistanul are o varietate largă de păsări, în ciuda climei sale relativ aride – se estimează că există 460 de specii, dintre care 235 cuibăresc în țară.
Regiunea forestieră a Afganistanului are vegetație precum pini, brazi, molizi și larice, în timp ce regiunile de stepa sunt formate din arbori cu frunze late, iarbă scurtă, plante perene și arbuști. Regiunile mai reci și înalte sunt compuse din ierburi rezistente și plante mici cu flori. Mai multe regiuni sunt desemnate arii protejate; există trei parcuri naționale: Band-e Amir, Wahan și Nuristan. Afganistanul a avut în 2018 un scor mediu de 8.85/10 în indicele integrității peisajului forestier, clasându-se pe locul 15 la nivel mondial din 172 de țări.

### Hidrografia
Principalele râuri sunt: Amu Darya, având un debit de 1.400 m³/s, Hari sau Herat (căruia nu i se cunoaște debitul exact) - un râu ce străbate 1100 km pornind din munții Emiratului și care dispare în deșertul Kara-Kum din Turkmenistan, Kabul sau Kabal, având o lungime de 700 km și care dă numele său capitalei și Helmand, cu un debit ce variază între 56 m³/s, pe timp de secetă și 2000 m³/s pe timp de inundații, care șerpuiește pe o lungime de 1150 km pe teritoriul afgan și care se varsă în bazinul endoreic Sistan, un bazin închis, drenat de ape curgătoare fără legătură cu rețeaua hidrografică tributară mărilor și oceanelor, practic un imens rezervor care, după amenajări hidrotehnice corespunzătoare, ar putea fi folosit pentru stocarea apei.

### Clima

Harta climatică Köppen a Afganistanului

Afganistanul are un climat continental, secetos, cu ierni aspre în zonele montane centrale, în nord-estul glaciar (în jurul Nuristanului) și în Coridorul Wahan, unde temperatura medie în luna ianuarie este sub −15 °C și poate ajunge până la −26 °C, și veri fierbinți în zonele joase din Bazinul Sistan din sud-vest, bazinul Jalalabad din est și câmpiile Turkestanului de-a lungul râului Amudaria în nord, unde temperaturile medii în iulie depășesc 35 °C și pot ajunge la peste 43 °C. Țara este, în general, aridă vara, cu cea mai mare parte a precipitațiilor căzând între decembrie și aprilie. Regiunile joase din nordul și vestul Afganistanului sunt cele mai uscate, în timp ce precipitațiile sunt mai frecvente în est. Deși este aproape de India, Afganistanul se află în mare parte în afara zonei musonice (exceptând provincia Nuristan care primește ocazional ploi musonice de vară).
Deși Afganistanul a contribuit într-o măsură minimă la emisiile globale de gaze cu efect de seră, este una dintre cele mai vulnerabile țări la schimbările climatice și cel mai puțin pregătită să facă față impactului acestora. Schimbările climatice în Afganistan provoacă secete mai frecvente și mai severe. Condiții severe de secetă afectează 25 din cele 34 de provincii ale țării, afectând peste jumătate din populație. Aceste secete duc la deșertificare, reduc securitatea alimentară și a apei, perturbă agricultura și provoacă deplasări interne. Precipitațiile extreme într-un interval scurt de timp sunt de asemenea mai probabile, crescând riscul de inundații și alunecări de teren. Din cauza temperaturilor în creștere, aproape 14% din calota glaciară a Afganistanului a fost pierdută între 1990 și 2015, ceea ce crește riscul producerii de inundații cauzate de revărsarea lacurilor glaciare. Până în 2050, schimbările climatice ar putea forța încă 5 milioane de persoane să se deplaseze în interiorul Afganistanului.

### Economia

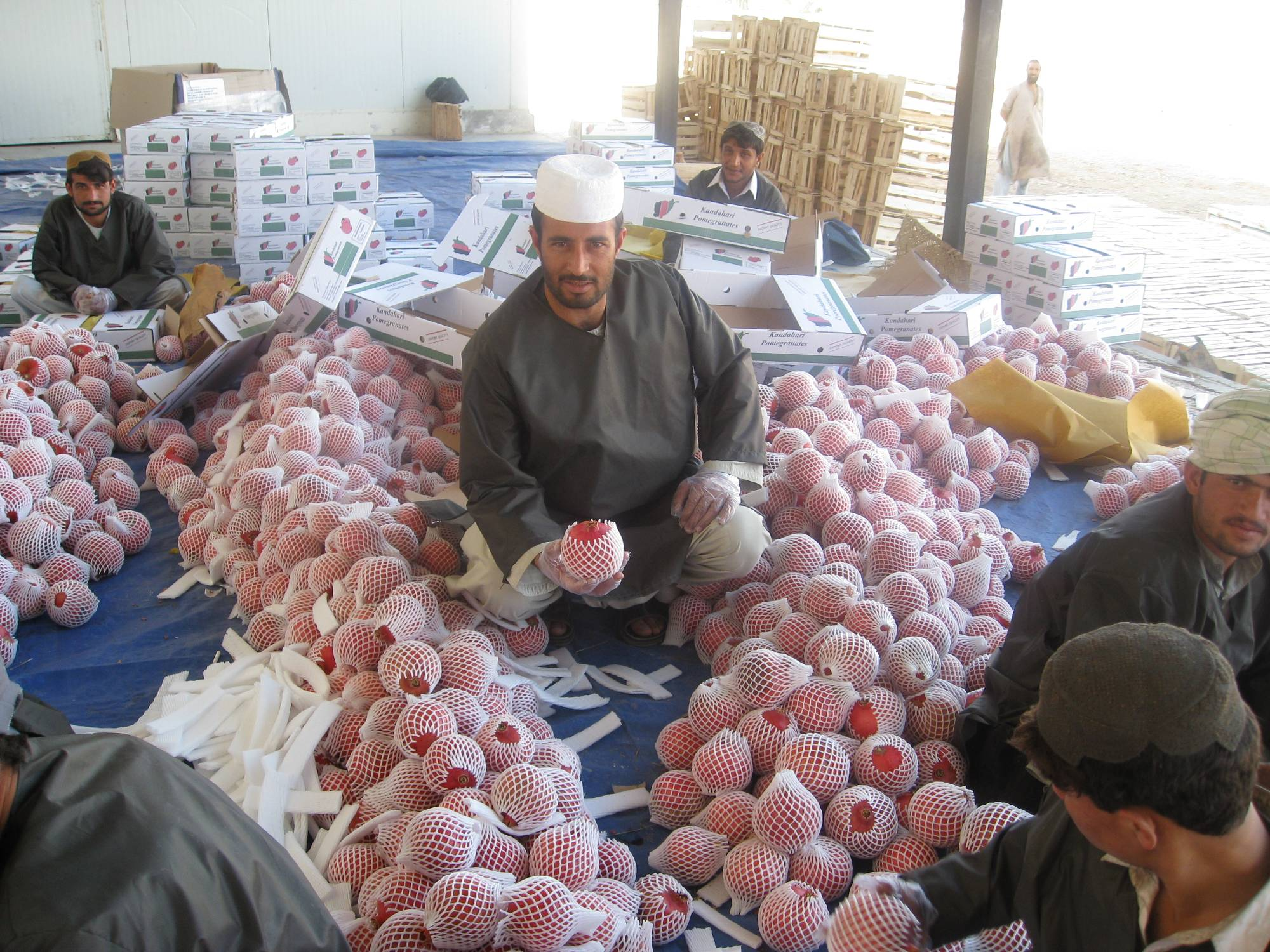
Muncitori care procesează rodii (anaar), pentru care Afganistanul este renumit în Asia.

PIB-ul nominal al Afganistanului a fost de 20,1 miliarde de dolari în 2020, sau 81 de miliarde de dolari conform parității puterii de cumpărare (PPC). PIB-ul pe cap de locuitor este de 2.459 de dolari (PPP) și 611 dolari nominal. În ciuda faptului că dispune de depozite minerale estimate la peste 1 trilion de dolari, rămâne una dintre cele mai puțin dezvoltate țări din lume. Geografia fizică dificilă și statutul de țară fără ieșire la mare au fost invocate ca motive pentru care Afganistanul a fost întotdeauna printre cele mai puțin dezvoltate țări în era modernă – un factor în care progresul este încetinit și de conflictele contemporane și instabilitatea politică. Țara importă bunuri în valoare de peste 7 miliarde de dolari, dar exportă doar 784 milioane de dolari, în principal fructe și nuci. Are o datorie externă de 2,8 miliarde de dolari. Sectorul serviciilor contribuie cel mai mult la PIB (55,9%), urmat de agricultură (23%) și industrie (21,1%).

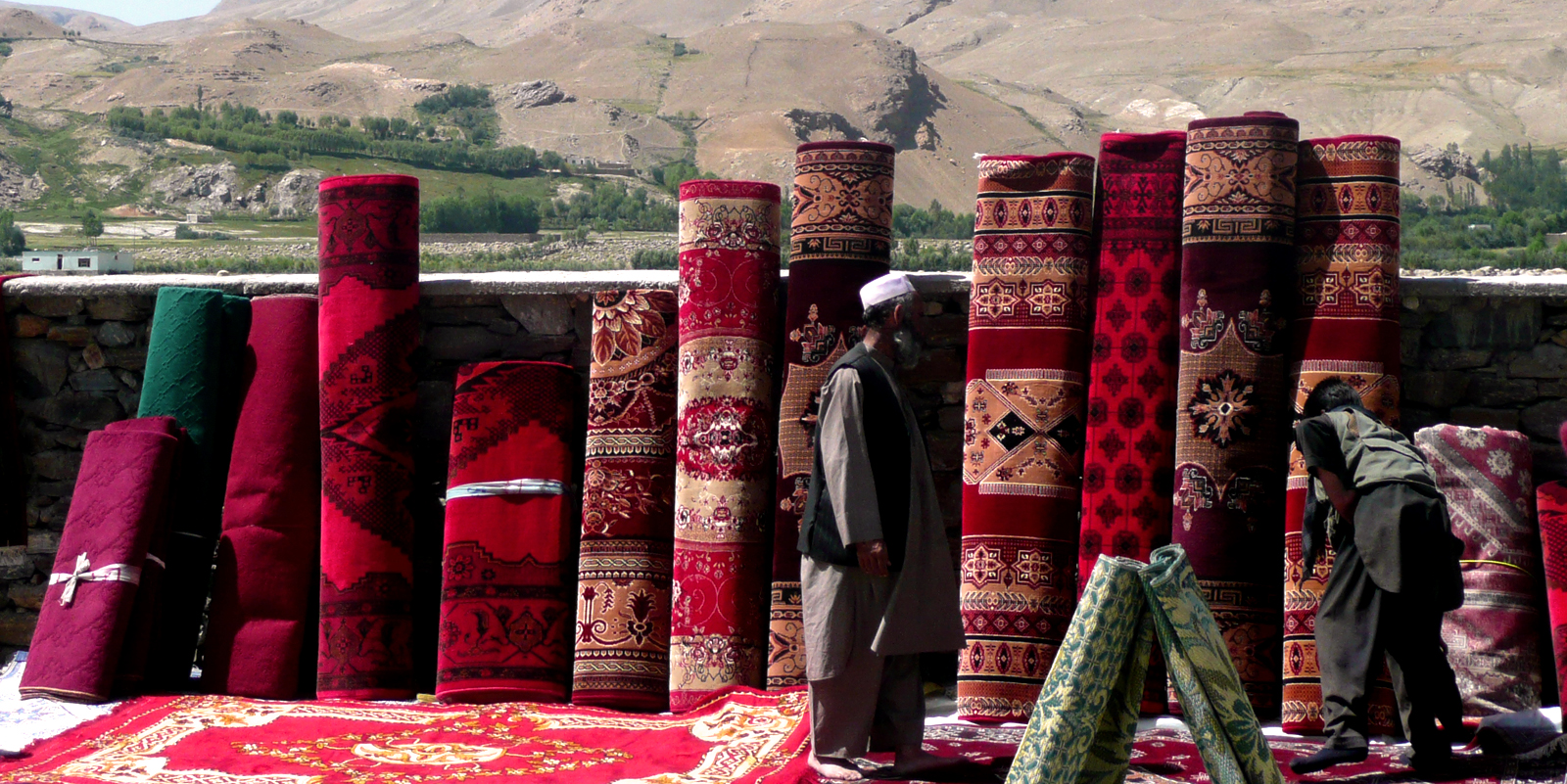
Covoarele afgane sunt unul dintre principalele exporturi ale Afganistanului.

Da Afghanistan Bank servește ca bancă centrală a națiunii, iar afghani (AFN) este moneda națională, cu un curs de schimb de aproximativ 75 de afgani pentru 1 dolar american. Mai multe bănci locale și străine operează în țară, inclusiv Afghanistan International Bank, New Kabul Bank, Azizi Bank, Pashtany Bank, Standard Chartered Bank și First Micro Finance Bank. 
Unul dintre principalii factori ai recuperării economice actuale este întoarcerea a peste 5 milioane de expatriați, care au adus cu ei spirit antreprenorial și competențe de creare a bogăției, precum și fonduri necesare pentru înființarea de afaceri. Mulți afgani sunt acum implicați în construcții, care reprezintă una dintre cele mai mari industrii din țară. Unele dintre principalele proiecte naționale de construcție includ New Kabul City în valoare de 35 de miliarde de dolari lângă capitală, proiectul Aino Mena în Kandahar și Ghazi Amanullah Khan Town lângă Jalalabad. Proiecte similare de dezvoltare au început și în Herat, Mazar-e-Sharif și alte orașe. Se estimează că aproximativ 400.000 de persoane intră pe piața muncii în fiecare an.
Mai multe companii și fabrici mici au început să funcționeze în diferite părți ale țării, ceea ce nu doar că generează venituri pentru guvern, dar creează și locuri de muncă. Îmbunătățirile mediului de afaceri au condus la investiții în telecomunicații de peste 1,5 miliarde de dolari și la crearea a peste 100.000 de locuri de muncă din 2003. Covorarele afgane devin din nou populare, permițând multor comercianți de covoare din țară să angajeze mai mulți muncitori; în 2016–2017 a fost a patra categorie de produse ca volum de export.
Afganistanul este membru al OMC, SAARC, ECO și OCI. Deține statut de observator în OCS. În 2018, majoritatea importurilor proveneau din Iran, China, Pakistan și Kazahstan, în timp ce 84% din exporturi erau către Pakistan și India.
De la preluarea puterii de către talibani în august 2021, Statele Unite au înghețat aproximativ 9 miliarde de dolari din activele băncii centrale afgane, blocând accesul talibanilor la miliarde de dolari deținute în conturi bancare din SUA.
Se estimează că PIB-ul Afganistanului a scăzut cu 20% după revenirea talibanilor la putere. După luni de declin liber, economia afgană a început să se stabilizeze ca urmare a restricțiilor impuse de talibani asupra importurilor contrabandiste, limitărilor în tranzacțiile bancare și ajutorului ONU. În 2023, economia afgană a început să arate semne de redresare.[370] Acest lucru a fost însoțit de cursuri de schimb stabile, inflație scăzută, colectarea stabilă a veniturilor și creșterea comerțului de export. În al treilea trimestru din 2023, afghani a devenit cea mai performantă monedă din lume, crescând cu peste 9% față de dolarul american.

#### Agricultură

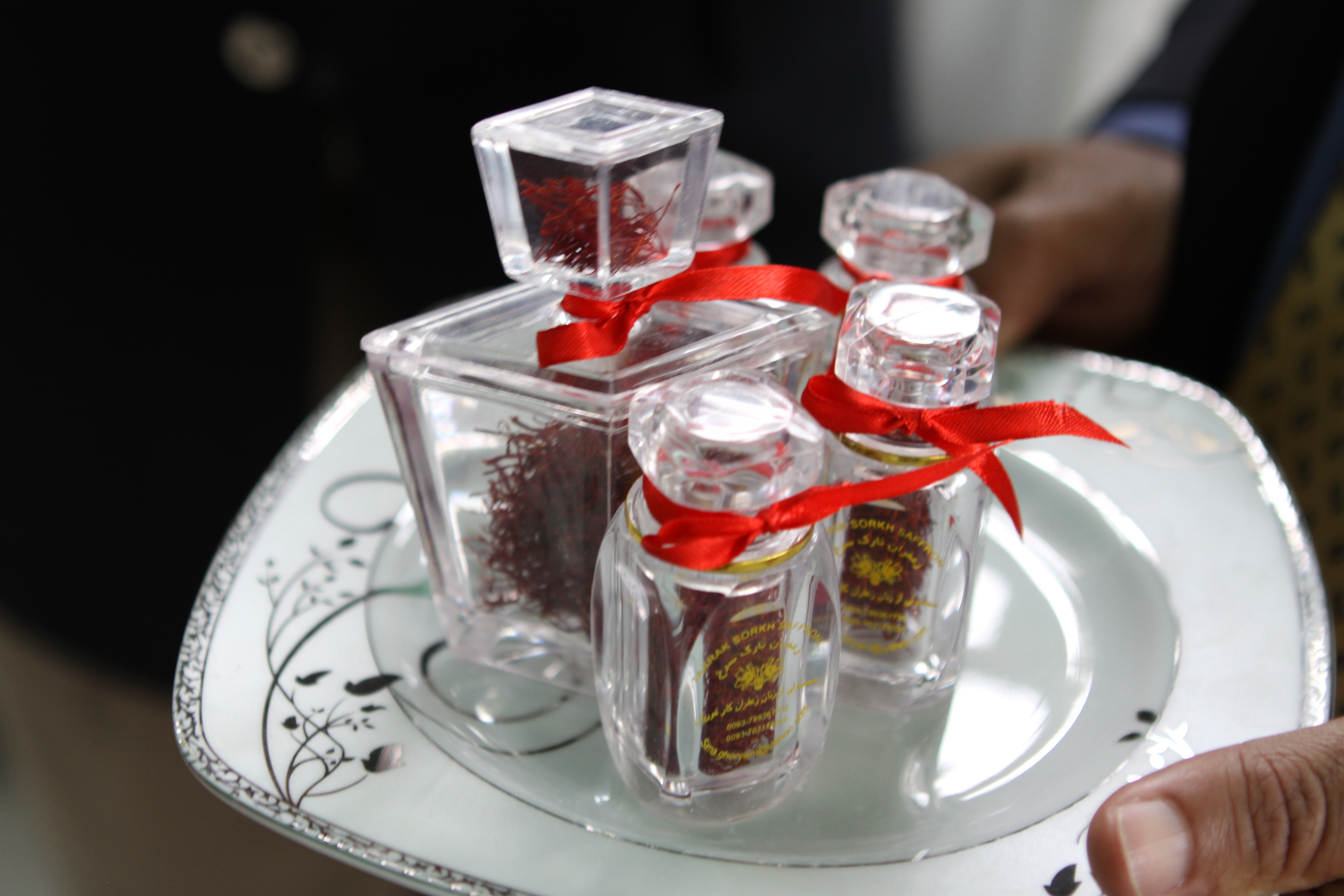
Șofran Afgan

Producția agricolă este coloana vertebrală a economiei Afganistanului și a dominat tradițional economia, angajând aproximativ 40% din forța de muncă în 2018. Țara este cunoscută pentru producția de rodii, struguri, caise, pepeni și alte fructe proaspete și uscate. Afganistanul a devenit, de asemenea, cel mai mare producător de cannabis din lume în 2010. Totuși, în martie 2023, producția de cannabis a fost interzisă printr-un decret emis de Hibatullah Akhundzada.
Șofranul, cel mai scump condiment din lume, crește în Afganistan, în special în provincia Herat. În ultimii ani, producția de șofran a crescut, autoritățile și fermierii încercând să-l folosească drept alternativă la cultivarea macului. Între 2012 și 2019, șofranul cultivat și produs în Afganistan a fost clasat consecutiv drept cel mai bun din lume de către International Taste and Quality Institute. Producția a atins un nivel record în 2019 (19.469 kg de șofran), iar un kilogram se vinde pe piața internă între 634 și 1.147 USD.
Disponibilitatea pompelor de apă ieftine pe motorină importate din China și Pakistan, iar în anii 2010, a energiei solare ieftine pentru pomparea apei, a dus la extinderea agriculturii și a populației în deșerturile sud-vestice ale Afganistanului, în provinciile Kandahar, Helmand și Nimruz. Treptat, fântânile au fost adâncite, dar resursele de apă sunt limitate. Macul reprezintă principala cultură, însă începând cu 2022, a fost vizat de noul guvern taliban care, pentru a suprima producția de opiu, a început să restricționeze sistematic pomparea apei. Un raport din 2023 a arătat că în sudul Afganistanului cultivarea macului a fost redusă cu peste 80% ca urmare a campaniilor talibanilor de a opri producția de opiu. Aceasta a inclus o reducere de 99% a cultivării opiului în provincia Helmand. În noiembrie 2023, un raport ONU a arătat că, în întreaga țară, cultivarea macului a scăzut cu peste 95%, eliminând astfel Afganistanul din poziția de cel mai mare producător de opiu din lume.

#### Minerit

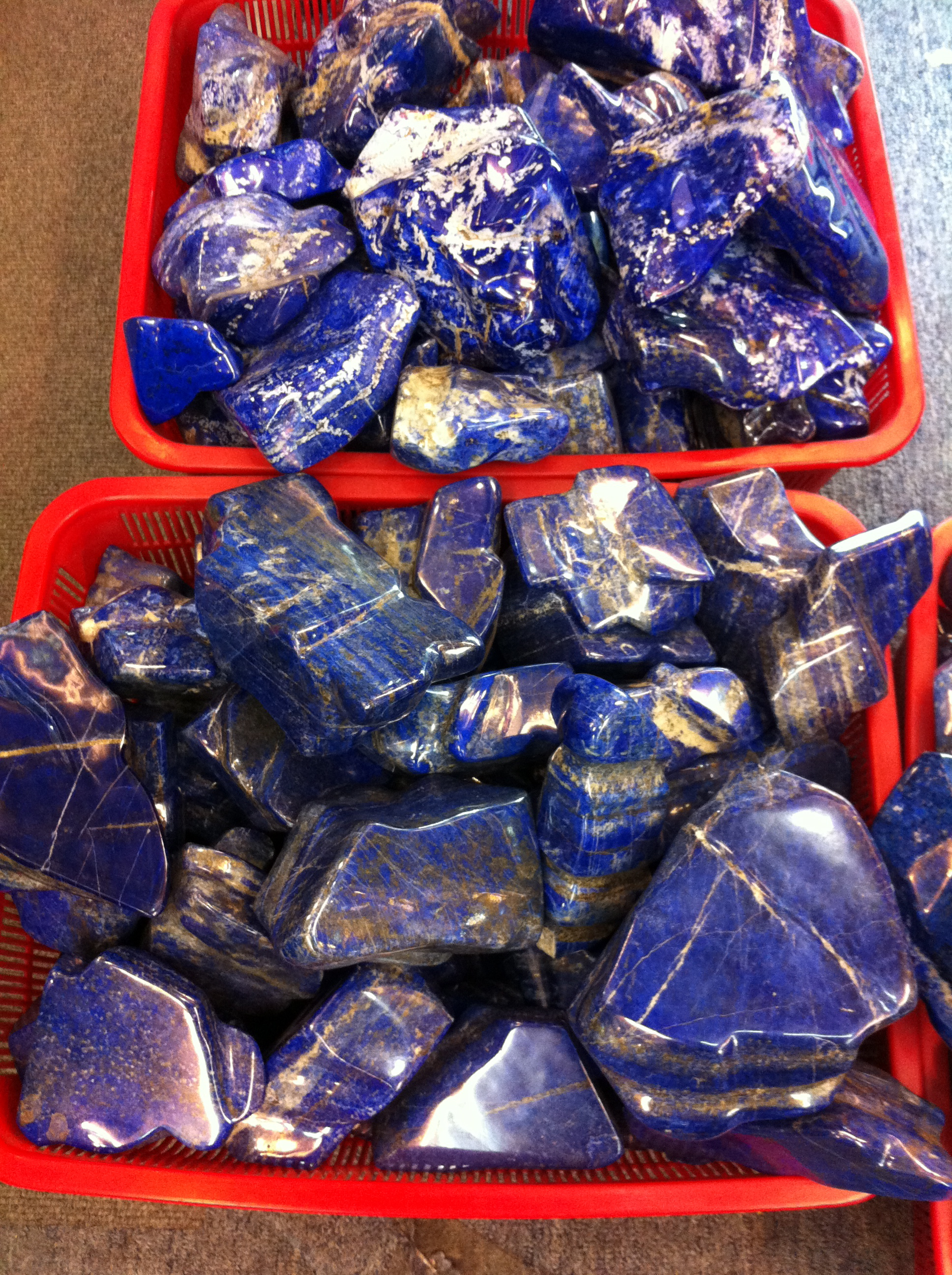
Pietre de lapis lazuli

Resursele naturale ale țării includ: cărbune, cupru, minereu de fier, litiu, uraniu, elemente rare de pământuri, cromit, aur, zinc, talc, baritină, sulf, plumb, marmură, pietre prețioase și semiprețioase, gaze naturale și petrol. În 2010, oficiali ai guvernului SUA și ai Afganistanului au estimat că depozitele minerale neexploatate, identificate în 2007 de către US Geological Survey, valorează cel puțin 1 trilion USD.
Michael E. O'Hanlon de la Brookings Institution a estimat că, dacă Afganistanul ar genera aproximativ 10 miliarde USD pe an din exploatarea mineralelor, produsul național brut s-ar dubla și ar oferi finanțare pe termen lung pentru nevoile esențiale. US Geological Survey (USGS) a estimat în 2006 că nordul Afganistanului deține în medie 460 milioane m³ (2,9 miliarde barili) de țiței, 440 miliarde m³ (15,7 trilioane picioare cubice) de gaze naturale și 67 miliarde litri (562 milioane barili SUA) de lichide de gaze naturale. În 2011, Afganistanul a semnat un contract de explorare petrolieră cu China National Petroleum Corporation (CNPC) pentru dezvoltarea a trei câmpuri petroliere de-a lungul râului Amu Darya, în nord.
Țara are cantități semnificative de litiu, cupru, aur, cărbune, minereu de fier și alte minerale. Zăcământul carbonatit Hanașin din provincia Helmand conține 1.000.000 tone de pământuri rare. În 2007, un contract de concesiune pe 30 de ani pentru mina de cupru Mes Aynaka fost acordat companiei China Metallurgical Group pentru 3 miliarde USD, ceea ce a reprezentat cea mai mare investiție străină și cea mai importantă afacere privată din istoria Afganistanului. Steel Authority of India, companie de stat indiană, a câștigat drepturile de exploatare pentru zăcământul uriaș de minereu de fier Hajigak, în centrul Afganistanului. Oficialii guvernamentali estimează că 30% din depozitele minerale neexploatate ale țării valorează cel puțin 1 trilion USD. Un oficial a afirmat că „acest sector va deveni coloana vertebrală a economiei afgane”, iar un memo al Pentagonului preciza că Afganistanul ar putea deveni „Arabia Saudită a litiului”. Rezervele de litiu, estimate la 21 milioane tone, ar putea egala rezervele Boliviei, considerată în prezent țara cu cele mai mari rezerve de litiu. Alte zăcăminte importante sunt cele de bauxită și cobalt.
Accesul la biocapacitate în Afganistan este sub media mondială. În 2016, Afganistanul avea 0,43 hectare globale de biocapacitate pe persoană pe teritoriul său, mult sub media mondială de 1,6 hectare globale pe persoană. În același an, Afganistanul a utilizat 0,73 hectare globale de biocapacitate pe persoană – adică aproape dublu față de cât deține în interiorul granițelor. Ca urmare, Afganistanul are un deficit de biocapacitate.
În septembrie 2023, talibanii au semnat contracte miniere în valoare de 6,5 miliarde USD, pentru extracții de aur, fier, plumb și zinc în provinciile Herat, Ghor, Logar și Takhar.

#### Energie

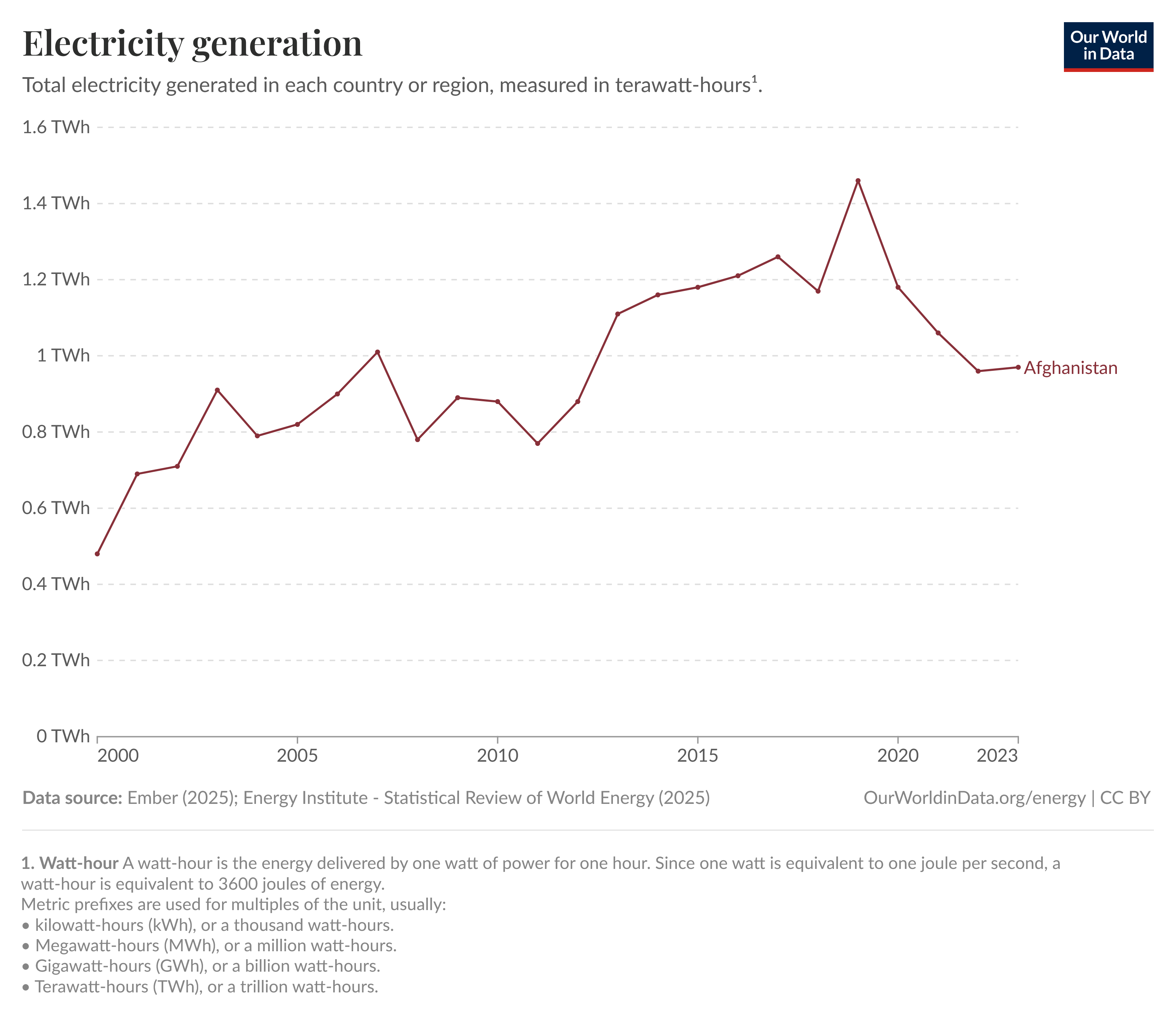
Generația totală de electricitate a Afganistanului (2000–2023), Our World in Data

Potrivit World Bank Group, 98% din populația rurală avea acces la electricitate în 2018, față de doar 28% în 2008. Per total, cifra este de 98,7%. În 2016, Afganistanul producea 1.400 megawați de energie, însă încă importa majoritatea electricității prin linii de transport din Iran și statele din Asia Centrală. Cea mai mare parte a producției de electricitate provine din hidroenergie, datorită numeroaselor râuri și pâraie care izvorăsc din munți. Totuși, alimentarea nu este întotdeauna fiabilă și au loc pene de curent, inclusiv în Kabul. În ultimii ani, au fost construite tot mai multe centrale solare, pe biomasă și eoliene. În prezent sunt în dezvoltare proiectul CASA-1000, care va transmite electricitate din Kârgâzstan și Tadjikistan, precum și gazoductul Turkmenistan–Afganistan–Pakistan–India (TAPI). Electricitatea este gestionată de Da Afghanistan Breshna Sherkat (DABS, Compania de Electricitate a Afganistanului).
Barajele importante includ barajul Kajaki, barajul Dahla și barajul Sardeh Band.

#### Turism

Parcul Național Band-e Amir

Turismul este o industrie mică în Afganistan din cauza problemelor de securitate. Cu toate acestea, aproximativ 20.000 de turiști străini vizitează țara anual, începând cu 2016. În mod special, o regiune importantă pentru turismul intern și internațional este pitoreasca Vale Bamiyan, care include lacuri, canioane și situri istorice, ajutată de faptul că se află într-o zonă sigură, ferită de activitățile insurgenților. Numere mai mici de turiști vizitează și fac drumeții în regiuni precum Valea Wahan, care este, de asemenea, una dintre cele mai izolate comunități din lume. Din anii 1960 târziu, Afganistanul a fost o oprire populară pe faimosul traseu hippie, atrăgând mulți europeni și americani. Venind din Iran, traseul traversa diferite provincii și orașe afgane, inclusiv Herat, Kandahar și Kabul, înainte de a ajunge în nordul Pakistanului, nordul Indiei și Nepal. Turismul a atins apogeul în 1977, cu un an înainte de începerea instabilității politice și a conflictului armat.

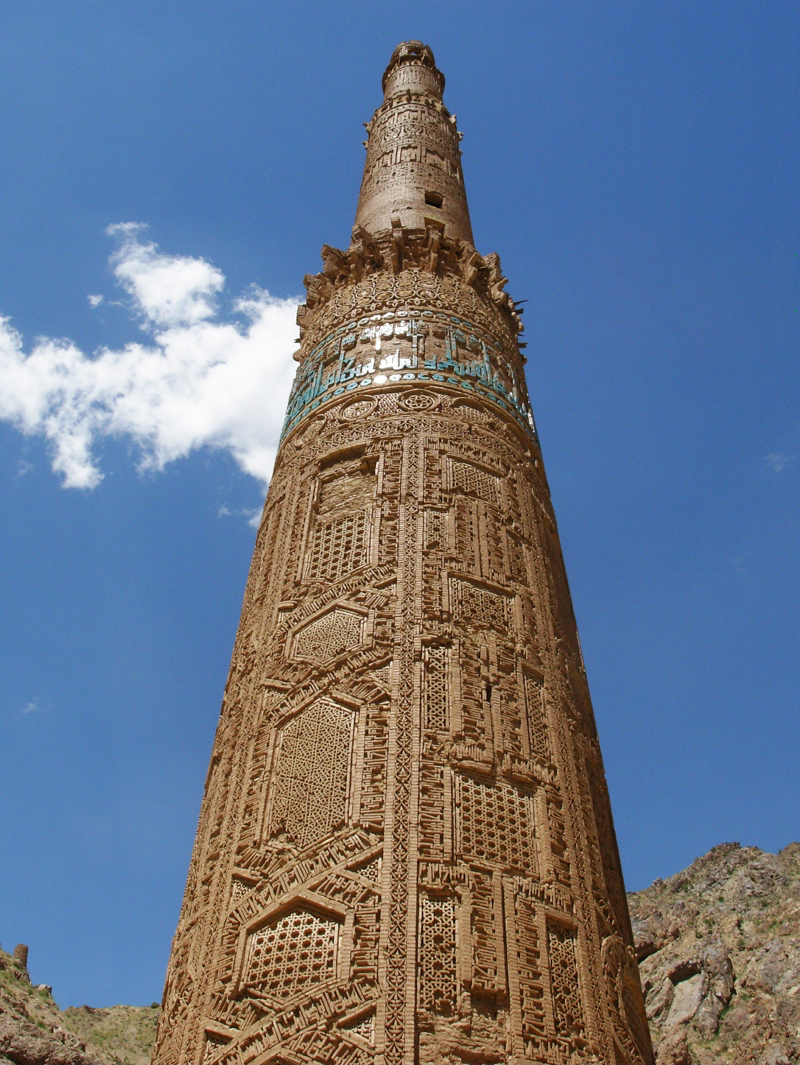
Minaretul din Jam, un sit UNESCO al Patrimoniului Mondial

Orașul Ghazni are o istorie semnificativă și situri istorice, iar împreună cu orașul Bamiyan au fost votate în ultimii ani Capitală Culturală Islamică și, respectiv, Capitală Culturală a Asiei de Sud. Orașele Herat, Kandahar, Balch și Sarandsch sunt, de asemenea, foarte istorice. Minaretul din Jam, situat în valea râului Hari, este un sit UNESCO al Patrimoniului Mondial. O mantie presupus purtată de profetul Mahomed este păstrată în Sanctuarul Mantiei din Kandahar, un oraș fondat de Alexandru cel Mare și prima capitală a Afganistanului. Cetatea lui Alexandru din orașul vestic Herat a fost renovată în ultimii ani și este o atracție populară. În nordul țării se află Sanctuarul lui Ali, considerat de mulți locul unde a fost îngropat Ali. Muzeul Național al Afganistanului din Kabul găzduiește un număr mare de antichități budiste, greco-bactriene și islamice timpurii; muzeul a suferit mult din cauza războiului civil, dar se restaurează treptat încă de la începutul anilor 2000.
În mod neașteptat, turismul a înregistrat o îmbunătățire în Afganistan după preluarea puterii de către talibani. Eforturile active ale talibanilor au încurajat creșterea turismului de la 691 de turiști în 2021, la 2.300 în 2022 și la 5.200 în 2023, cu unele estimări între 7.000 și 10.000. Aceasta este, însă, amenințată de Provincia Khorasan a Statului Islamic, care și-a asumat responsabilitatea pentru atacuri asupra turiștilor, cum ar fi atacul armat de la Bamiyan din 2024.

#### Telecomunicații
Serviciile de telecomunicații din Afganistan sunt furnizate de Afghan Telecom, Afghan Wireless, Etisalat, MTN Group și Roshan. Țara utilizează propriul său satelit spațial numit Afghansat 1, care oferă servicii pentru milioane de abonați la telefon, internet și televiziune. Până în 2001, după ani de război civil, telecomunicațiile erau practic un sector inexistent, dar până în 2016 acesta a crescut la o industrie de 2 miliarde de dolari, cu 22 de milioane de abonați la telefon mobil și 5 milioane de utilizatori de internet. Sectorul angajează cel puțin 120.000 de persoane la nivel național.

#### Transport

Tunelul Salang

Datorită geografiei Afganistanului, transportul între diferitele părți ale țării a fost istoric dificil. Coloana vertebrală a rețelei rutiere din Afganistan este Autostrada 1, adesea numită „Ring Road” (Drumul Inelului), care se întinde pe 2.210 kilometri (1.370 mi) și leagă cinci orașe mari: Kabul, Ghazni, Kandahar, Herat și Mazar-i-Sharif, cu ramificații către Kunduz și Jalalabad și diverse puncte de trecere a frontierei, ocolind munții Hindukuș.
Drumul Inelului este crucial pentru comerțul intern și internațional și pentru economie. O porțiune cheie a Drumului Inelului este Tunelul Salang, finalizat în 1964, care facilitează călătoria prin lanțul muntos Hindu Kush și conectează nordul și sudul Afganistanului. Este singura rută terestră care leagă Asia Centrală de subcontinentul indian. Mai multe trecători montane permit călătoria între diferite zone ale Hindukuș. Accidentele rutiere grave sunt frecvente pe drumurile și autostrăzile afgane, în special pe ruta Kabul–Kandahar și Kabul–Jalalabad. Călătoria cu autobuzul în Afganistan rămâne periculoasă din cauza activităților militanților.

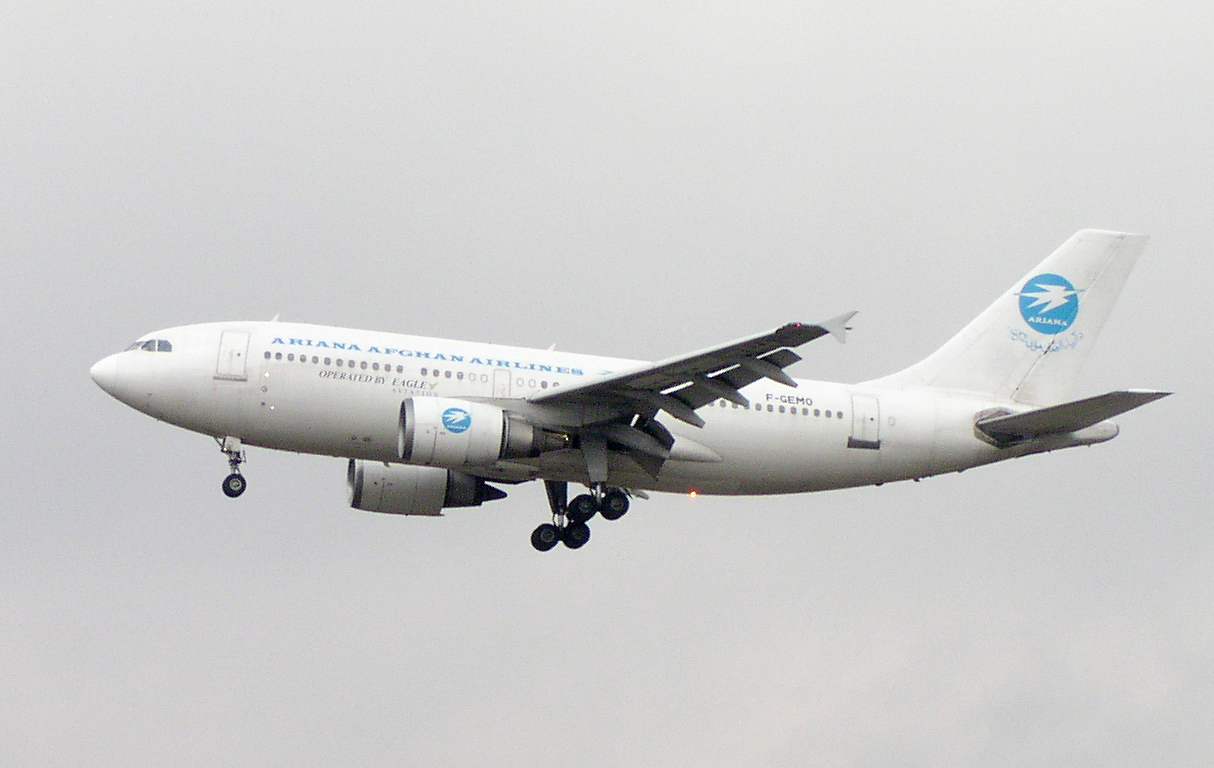
Un Airbus A310 al companiei Ariana Afghan Airlines în 2006.

Transportul aerian în Afganistan este asigurat de transportatorul național, Ariana Afghan Airlines, și de compania privată Kam Air. Companii aeriene din mai multe țări oferă, de asemenea, zboruri către și din Afganistan, inclusiv Air India, Emirates, Gulf Air, Iran Aseman Airlines, Pakistan International Airlines și Turkish Airlines. Țara are patru aeroporturi internaționale: Aeroportul Internațional Kabul (fost Aeroport Internațional Hamid Karzai), Aeroportul Internațional Kandahar, Aeroportul Internațional Herat și Aeroportul Internațional Mazar-e Scharif. Inclusiv aeroporturile interne, sunt 43 la număr. Baza Aeriană Bagram fiind un important aerodrom militar.
Țara are trei legături feroviare: una, o linie de 75 kilometri (47 mi) de la Masar-e Scharif la granița cu Uzbekistan; o linie de 10 kilometri (6,2 mi) de la Toraghundi la granița cu Turkmenistan (unde continuă ca parte a căilor ferate turkmene); și o legătură scurtă de la Achina peste granița cu Turkmenistanul spre Kerki, care este planificată să fie extinsă în continuare în Afganistan. Aceste linii sunt folosite doar pentru marfă și nu există servicii pentru pasageri. O linie feroviară între Khaf, Iran și Herat, vestul Afganistanului, destinată atât transportului de marfă, cât și pasagerilor, era în construcție în 2019. Aproximativ 125 kilometri (78 mi) din linie vor fi pe partea afgană.
Proprietatea privată asupra vehiculelor a crescut substanțial de la începutul anilor 2000. Taxiurile sunt galbene și constau atât din mașini, cât și din ricșele auto. În zonele rurale, sătenii folosesc adesea măgari, catâri sau cai pentru transportul sau căratul bunurilor. Cămilele sunt folosite în principal de nomazii Kochi. Bicicletele sunt populare în întreaga Afganistan.

### Cultura

#### Patrimoniul mondial UNESCO
Pe lista patrimoniului mondial UNESCO sunt incluse următoarele obiective din Afganistan:
- Minaretul și vestigiile arheologice de la Jam / Djam (2002).
- Peisajul cultural și vestigiile arheologice din Valea Bamyian (2003).

#### Muzeul Național Afgan
Fondat în anii 1920, Muzeul Național Afgan (Muzeul din Kabul) este un loc de păstrare și de valorificare a articolelor afgane vechi de interes național și cultural. Este o clădire cu două etaje în partea istorică a orașului Kabul. Colecția pe care o posedă era cândva cea mai importantă din Asia Centrală cu peste 100.000 de articole, care mărturiseau cultura mai multor milenii, însă în august și septembrie 1996 muzeul a fost devastat de orânduirea talibană. În 2003, comunitatea internațională a investit 350.000 $SUA ca să refacă clădirea și să redeschidă acest muzeu. Pe 29 septembrie 2004 a fost re-inaugurat de președintele ad interim, Hamid Karzai, cu numai 2500 de articole.
Printre piesele de mare valoare păstrate în acest muzeu sunt cele din fildeș ca și antichitățile din Cușmir ale budismului primar și mai apoi ale Islamului primar.
În noiembrie 2004, arheologii au descoperit un tezaur compus din peste 100 de lăzi, conținând articole istorice ale muzeului, îngropate sub palatul prezidențial și în alte arii din apropiere, probabil, de personalul muzeului pentru a le feri de jaf. Între aceste articole se află și o bogată colecție de monede vechi de mii de ani, aproape din toate epocile și civilizațiile; mărturie clară a importanței comerciale și a antichității Kabul-ului. Până în prezent nu s-a reușit încă realizarea unei catalogări a acestei colecții.

#### Noul Muzeu Național Afgan (proiect)

Macheta noului Muzeu Național Afgan

Guvernului afgan i-a fost prezentat proiectul unei noi clădiri pentru adăpostirea Muzeului Național după concepția arhitectului Hisham N. Ashkouri, preșesintele ARCADD, Inc.. Noul proiect cuprinde o Bibliotecă și un Centru Cultural.

## Guvern și politică

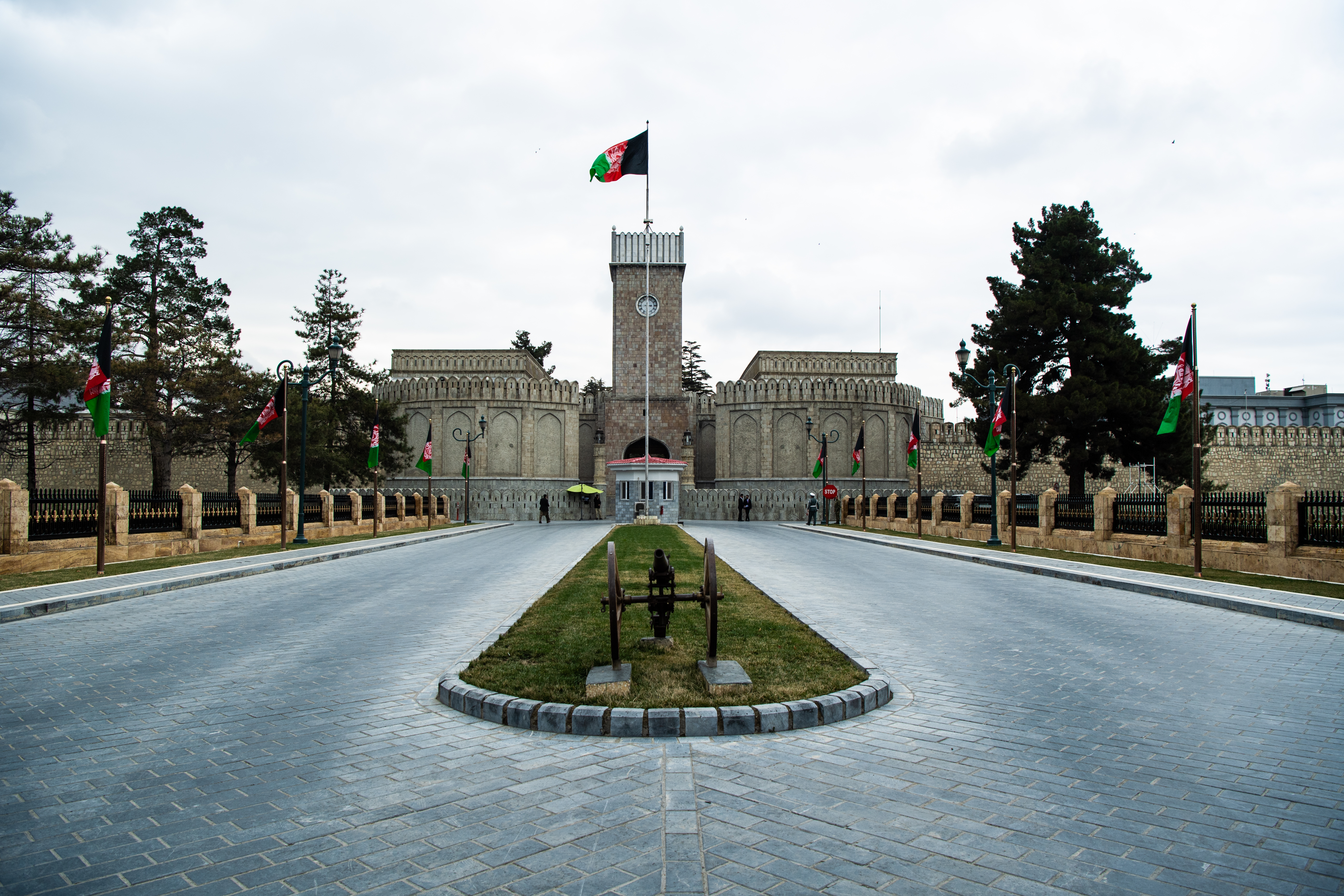
Arg-ul (palatul prezidențial) din Kabul, fotografiat în 2020

În urma prăbușirii efective a Republicii Islamice Afganistan în timpul ofensivei talibanilor din 2021, talibanii au declarat țara un Emirat Islamic. Un nou guvern interimar a fost anunțat la 7 septembrie. Potrivit indicilor de democrație V-Dem, Afganistanul, în 2023, era a treia cea mai puțin democratică țară electoral din Asia.
Un instrument tradițional de guvernare în Afganistan este loya jirga (marea adunare), o reuniune consultativă paștună organizată în principal pentru alegerea unui nou șef de stat, adoptarea unei noi constituții sau pentru rezolvarea unei probleme naționale ori regionale, cum ar fi un război. Loya jirga-urile au fost organizate încă din cel puțin 1747, cea mai recentă având loc între iunie și iulie 2022.

### Dezvoltarea guvernului taliban
La 17 august 2021, liderul partidului Hezb-e-Islami Gulbuddin, afiliat talibanilor, Gulbuddin Hekmatyar, s-a întâlnit cu Hamid Karzai, fostul președinte al Afganistanului, și cu Abdullah Abdullah, fost președinte al Înaltului Consiliu pentru Reconciliere Națională și fost director executiv, la Doha, Qatar, cu scopul de a forma un guvern de unitate națională. Președintele Așraf Ghani, care fugise din țară în timpul avansului talibanilor către Tadjikistan sau Uzbekistan, a apărut ulterior în Emiratele Arabe Unite și a declarat că sprijină astfel de negocieri și că este în discuții pentru a reveni în Afganistan. Mulți membri ai talibanilor au fost de acord, în general, că menținerea Constituției Afganistanului din 2004 ar putea, dacă este aplicată corect, să funcționeze ca bază pentru noul stat religios, întrucât obiecțiile lor față de fostul guvern erau politice, și nu religioase.

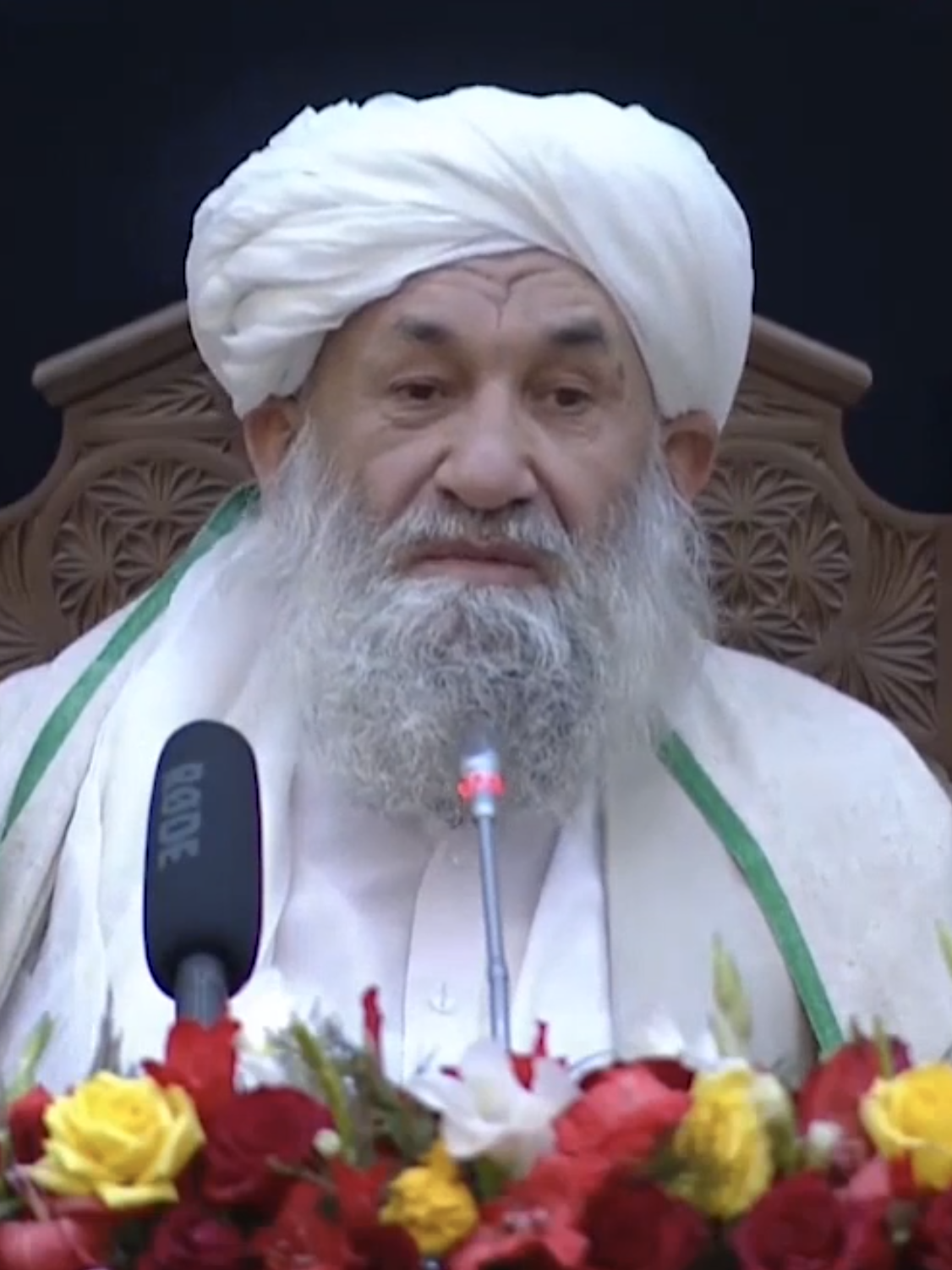
Hasan Akhund - Prim-ministru interimar
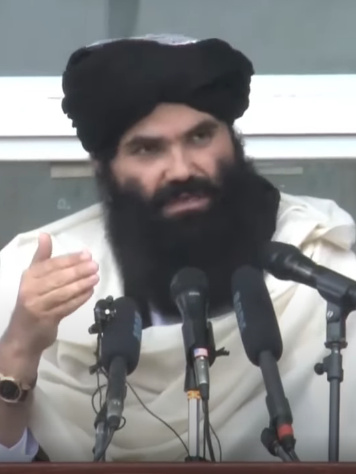
Sirajuddin Haqqani - Prim adjunct al liderului și ministru interimar de interne
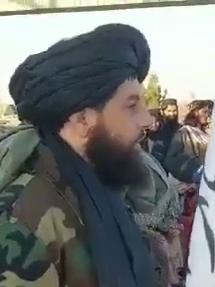
Mullah Yaqoob - Al doilea adjunct al liderului și ministru interimar al apărării
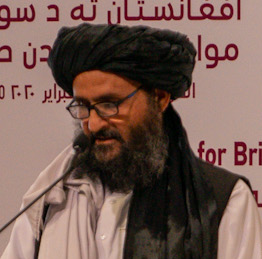
Abdul Ghani Baradar - Al treilea adjunct al liderului și prim-adjunct interimar al prim-ministrului

La câteva ore după ce ultimul avion cu trupe americane a părăsit Kabulul, pe 30 august, un oficial taliban intervievat a declarat că un nou guvern ar putea fi anunțat încă de vineri, 3 septembrie, după rugăciunea de Jumu'ah. S-a adăugat că Hibatullah Akhundzada va fi numit oficial Emir, iar miniștrii cabinetului vor fi dezvăluiți la Arg într-o ceremonie oficială. Abdul Ghani Baradar urma să fie numit șef al guvernului ca prim-ministru, în timp ce alte poziții importante urmau să revină lui Sirajuddin Haqqani și Mullah Yaqoob. Sub conducerea supremă, guvernarea de zi cu zi urma să fie încredințată cabinetului.
Potrivit unui raport CNN-News18, surse au declarat că noul guvern urma să fie condus într-un mod similar cu Iranul, cu Hibatullah Akhundzada ca lider suprem, similar rolului lui Saayid Ali Khamenei, și ar fi bazat în Kandahar. Baradar sau Yaqoob ar fi șeful guvernului ca prim-ministru. Ministerele și agențiile guvernamentale urmau să fie subordonate unui cabinet prezidat de prim-ministru. Liderul Suprem ar urma să prezideze un organ executiv cunoscut sub numele de Consiliul Suprem, cu între 11 și 72 de membri. Abdul Hakim Haqqani era considerat drept posibilul viitor președinte al Curții Supreme. Conform raportului, noul guvern urma să funcționeze în cadrul unei Constituții amendate din 1964 a Afganistanului. Formarea guvernului a fost amânată din cauza preocupărilor privind constituirea unui guvern cuprinzător, acceptabil pentru comunitatea internațională. Ulterior s-a relatat însă că Shura Rahbari a talibanilor, consiliul de conducere al grupării, era divizat între rețeaua dură Haqqani și moderatul Abdul Ghani Baradar în legătură cu numirile necesare pentru formarea unui guvern „inclusiv”. Relatările susțineau că această dispută a culminat într-o confruntare în care Baradar ar fi fost rănit și tratat în Pakistan, însă acest lucru a fost negat chiar de Baradar.
La începutul lui septembrie 2021, talibanii planificau ca guvernul să fie exclusiv masculin. Jurnaliști și alți activiști pentru drepturile omului, în special femei, au protestat la Herat și Kabul, cerând includerea femeilor. Cabinetul interimar anunțat la 7 septembrie a fost alcătuit doar din bărbați, iar Ministerul Afacerilor Femeilor a fost desființat.
Începând cu iulie 2025, doar Rusia a recunoscut guvernul taliban ca autoritatea legitimă a Afganistanului. ONU a declarat că recunoașterea era imposibilă atât timp cât restricțiile privind educația și ocuparea femeilor rămâneau în vigoare. La 16 septembrie 2024, talibanii au suspendat campaniile de vaccinare antipolio în Afganistan, după cum a raportat Națiunile Unite, punând în pericol semnificativ eforturile globale de eradicare a poliomielitei.

### Diviziuni administrative
Afganistanul este împărțit administrativ în 34 de provincii (wilaya). Fiecare provincie are un guvernator și o capitală. Țara este împărțită în aproape 400 de districte provinciale, fiecare acoperind de obicei un oraș sau mai multe sate. Fiecare district este reprezentat de un guvernator de district.

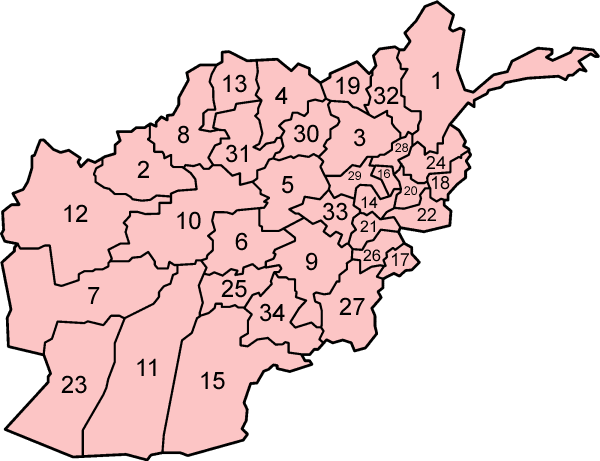
Afganistanul este împărțit în 34 de provincii, care sunt la rândul lor împărțite în mai multe districte.

Guvernatorii provinciali sunt acum numiți de către prim-ministrul Afganistanului, iar guvernatorii de district sunt selectați de guvernatorii provinciali. Guvernatorii provinciali sunt reprezentanți ai guvernului central de la Kabul și sunt responsabili pentru toate problemele administrative și oficiale din cadrul provinciilor lor. Există și consilii provinciale, care sunt alese prin alegeri directe și generale pentru un mandat de patru ani. Funcțiile consiliilor provinciale sunt de a participa la planificarea dezvoltării provinciale și la monitorizarea și evaluarea altor instituții de guvernare provincială.
Conform articolului 140 din constituție și decretului prezidențial privind legea electorală, primarii orașelor ar trebui să fie aleși prin alegeri libere și directe pentru un mandat de patru ani. În practică însă, primarii sunt numiți de guvern.
Cele 34 de provincii, în ordine alfabetică, sunt:
1. Badahșan
2. Badghis
3. Baghlan
4. Balh
5. Bamyan
6. Daykundi
7. Farah
8. Faryab
9. Ghazni
10. Ghor
11. Helmand
12. Herat
13. Jowzjan
14. Kabul
15. Kandahar
16. Kapisa
17. Khost
18. Kunar
19. Kunduz
20. Laghman
21. Logar
22. Nangarhar
23. Nimruz
24. Nuristan
25. Oruzgan
26. Paktia
27. Paktika
28. Panjșir
29. Parwan
30. Samangan
31. Sar-e Pol
32. Takhar
33. Wardak
34. Zabul

### Relații externe
Afganistanul a devenit membru al Organizației Națiunilor Unite în 1946. Istoric, Afganistanul a avut relații puternice cu Germania, una dintre primele țări care i-au recunoscut independența în 1919; cu Uniunea Sovietică, care a oferit mult ajutor și instruire militară forțelor afgane și a semnat tratatele de prietenie din 1921 și 1978; și cu India, cu care a fost semnat un tratat de prietenie în 1950. Relațiile cu Pakistanul au fost adesea tensionate din diverse motive, cum ar fi problema frontierei Liniei Durand și presupusa implicare pakistaneză în grupările insurgente afgane.
Actualul Emirat Islamic al Afganistanului este parțial recunoscut, dar are legături neoficiale notabile cu China, Pakistan și Qatar. Sub fosta Republică Islamică a Afganistanului, acesta a avut relații cordiale cu un număr de state NATO și aliate, în special Statele Unite, Canada, Regatul Unit, Germania, Australia și Turcia. În 2012, Statele Unite și atunci-republica din Afganistan au semnat un Acord de Parteneriat Strategic prin care Afganistanul a devenit aliat major non-NATO. Această calificare a fost revocată de președintele american Joe Biden în iulie 2022.

### Armată
Forțele Armate ale Emiratului Islamic al Afganistanului au capturat o mare cantitate de arme, echipamente, vehicule, aeronave și tehnică de la Forțele Naționale de Securitate Afgane după ofensiva talibană din 2021 și Căderea Kabulului. Valoarea totală a echipamentelor capturate a fost estimată la 83 de miliarde USD.

### Drepturile omului
Homosexualitatea este un tabu în societatea afgană; conform Codului Penal, intimitatea homosexuală este pedepsită cu până la un an de închisoare. În baza legii Șaria, infractorii pot fi pedepsiți cu moartea. Totuși, o tradiție antică ce implică acte homosexuale între băieți și bărbați mai în vârstă (de obicei lideri de război bogați sau persoane din elita socială), numită bacha bazi încă persistă.
Minoritățile religioase precum sikhii, hindușii și creștinii au fost raportat victime ale persecuțiilor.
Din mai 2022, toate femeile din Afganistan sunt obligate prin lege să poarte acoperământ corporal complet în public (fie burka, fie abaya împreună cu niqab, care lasă descoperiți doar ochii). Primul lider adjunct Sirajuddin Haqqani a afirmat că decretul este doar consultativ și că niciun tip de hijab nu este obligatoriu în Afganistan, deși acest lucru contrazice realitatea. S-a speculat că există o diviziune internă reală de politică privind drepturile femeilor între linia dură, inclusiv liderul Hibatullah Akhundzada, și pragmatici, deși public aceștia prezintă un front unit. Un alt decret a fost emis la scurt timp după primul, cerând prezentatoarelor TV să-și acopere fețele în timpul emisiunilor. De la preluarea puterii de către talibani, sinuciderile în rândul femeilor au devenit mai frecvente, iar țara ar putea fi acum una dintre puținele unde rata sinuciderilor la femei o depășește pe cea a bărbaților.
În mai 2022, talibanii au desființat Comisia Drepturilor Omului din Afganistan împreună cu alte patru departamente guvernamentale, invocând deficitul bugetar al țării.
În ianuarie 2025, Curtea Penală Internațională a emis două mandate împotriva liderului suprem taliban Hibatullah Akhundzada și împotriva judecătorului-șef Abdul Hakim Haqqani pentru comiterea de crime împotriva umanității prin opresiunea și persecuția femeilor și fetelor afgane, privându-le de libertatea de mișcare, de dreptul asupra propriului corp, la educație și la o viață privată și de familie, în timp ce rezistența și opoziția au fost brutal reprimate prin crimă, închisoare, tortură, viol și alte forme de violență sexuală, începând cu 2021. Statele membre CPI sunt obligate să aresteze persoanele căutate dacă acestea se află pe teritoriul lor.

## Istoria

### Preistoria și Antichitatea

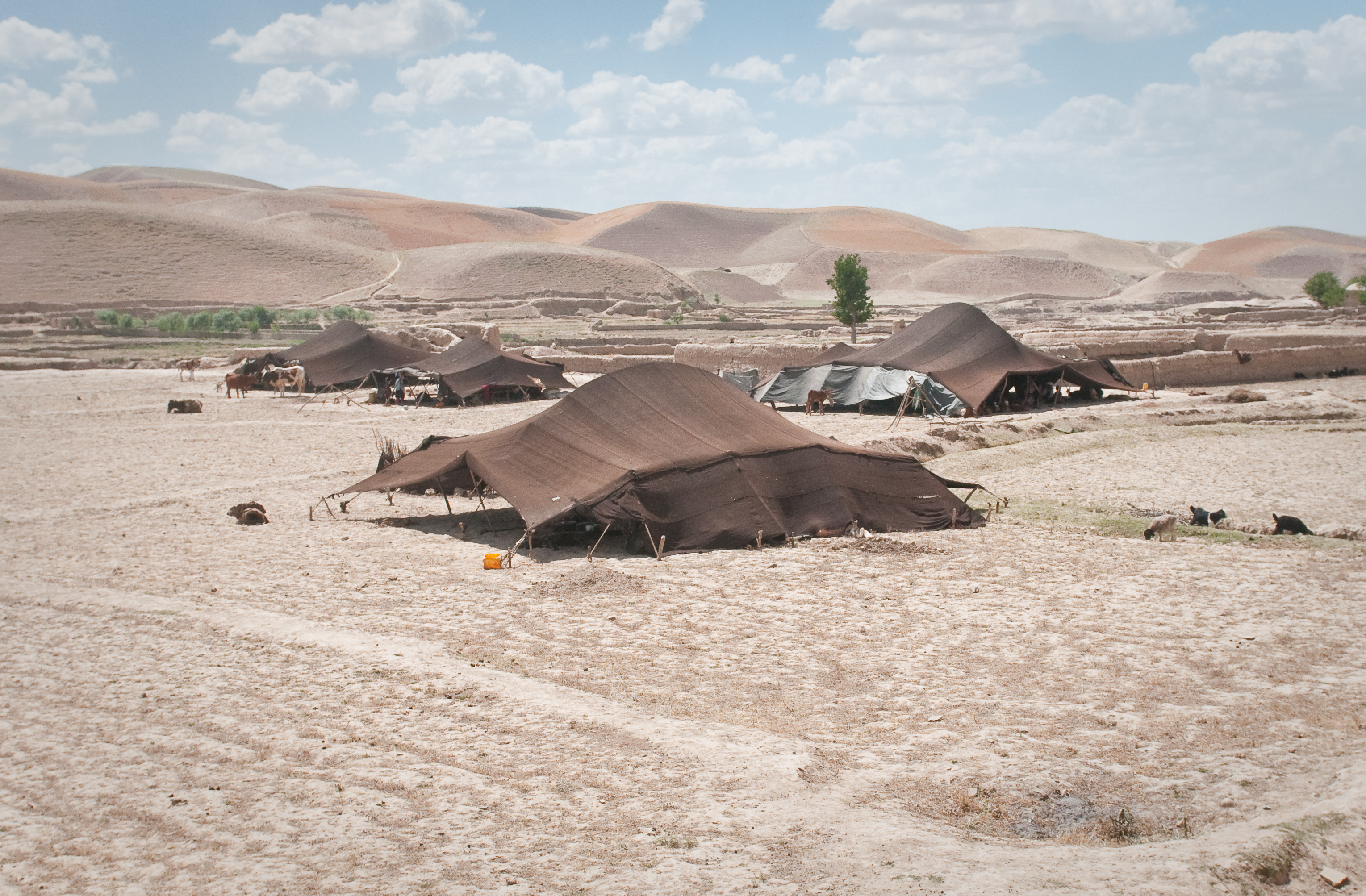
Corturi ale nomazilor afgani în provincia Badghis de nord. Primele sate agricole de tip țărănesc au apărut în urmă cu aproximativ 7.000 de ani.

Săpăturile siturilor preistorice sugerează că oamenii locuiau în ceea ce este acum Afganistan cu cel puțin 50.000 de ani în urmă, iar comunitățile agricole din zonă se numără printre cele mai timpurii din lume. Considerat un loc important al activităților istorice timpurii, mulți cred că Afganistanul se compară cu Egiptul în ceea ce privește valoarea istorică a siturilor sale arheologice. Au fost descoperite artefacte tipice epocilor paleolitică, mezolitică, neolitică, a bronzului și a fierului în Afganistan. Se crede că civilizația urbană a început încă din anul 3000 î.Hr., iar orașul timpuriu Mundigak (lângă Kandahar, în sudul țării) a fost un centru al culturii Helmand. Descoperiri mai recente au stabilit că civilizația din Valea Indusului se extindea până în zona actualului Afganistan. Un sit al acestei civilizații a fost descoperit pe râul Amudaria, la Shortugai, în nordul Afganistanului.

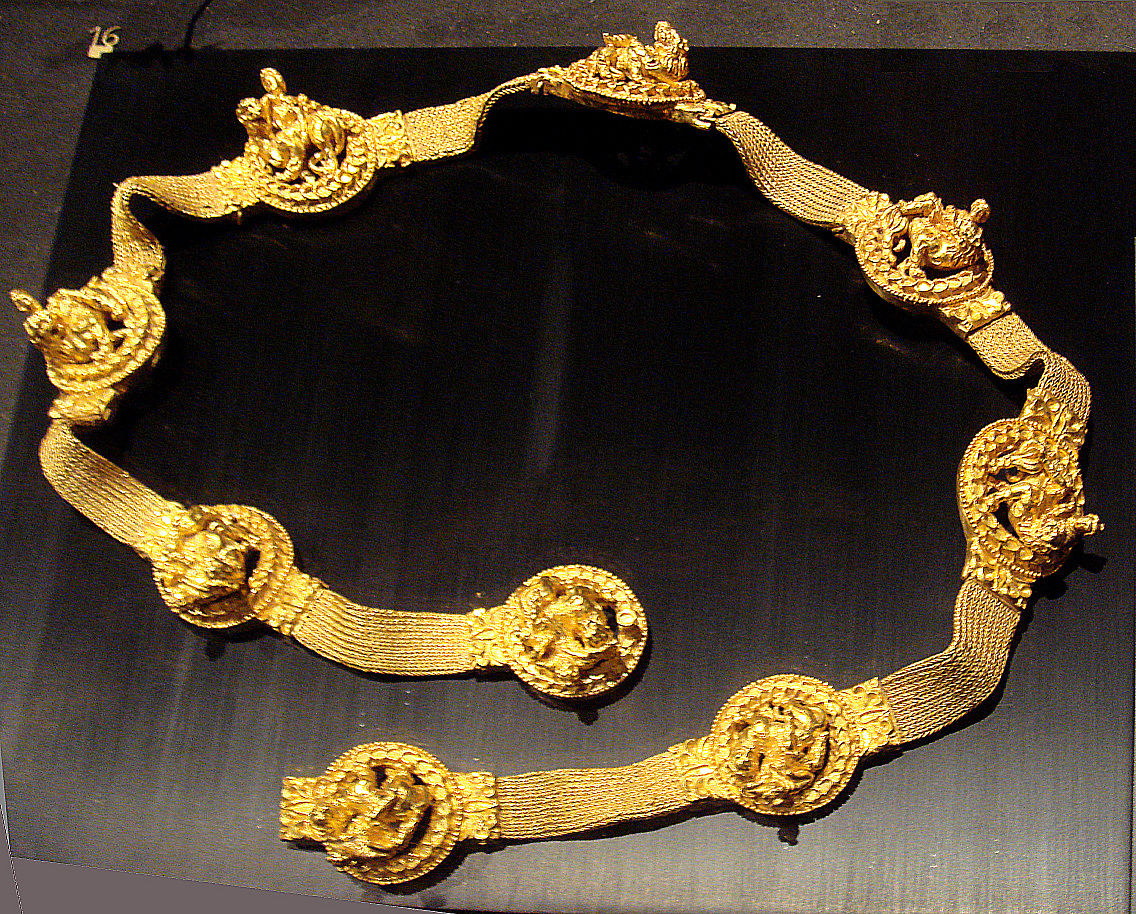
O centură scițică din „aur bactrian” reprezentându-l pe Dionis, provenită de la Tillya Tepe în vechea regiune a Bactriei.

După anul 2000 î.Hr., valuri succesive de popoare semi-nomade din Asia Centrală au început să migreze spre sud, în Afganistan; printre acestea se numărau mulți indo-europeni vorbitori de limbi indo-iraniene. Aceste triburi au migrat ulterior mai departe în Asia de Sud, Asia de Vest și către Europa, prin zona de la nord de Marea Caspică. Regiunea era cunoscută la acea vreme sub numele de Ariana. Până la mijlocul secolului al VI-lea î.Hr., ahemenizii au răsturnat medii și au încorporat Arachosia, Areia și Bactria în granițele estice ale imperiului lor. O inscripție de pe piatra funerară a lui Darius I al Persiei menționează Valea Kabul într-o listă de 29 de țări pe care le cucerise. Regiunea Arachosia, din jurul orașului Kandahar, în sudul Afganistanului actual, era predominant zoroastriană și a jucat un rol-cheie în transferul Avestei către Persia; de aceea este considerată de unii ca fiind „a doua patrie a zoroastrismului”.
Alexandru cel Mare și forțele sale macedonene au ajuns în Afganistan în anul 330 î.Hr., după ce l-au învins pe Darius al III-lea al Persiei cu un an mai devreme, în bătălia de la Gaugamela. După scurta ocupare de către Alexandru, statul succesor, Imperiul Seleucid, a controlat regiunea până în anul 305 î.Hr., când a cedat o mare parte a acesteia Imperiului Maurya, ca parte a unui tratat de alianță. Maurya au controlat zona la sud de Hindukuș până când au fost răsturnați în jurul anului 185 î.Hr. Decăderea lor a început la 60 de ani după sfârșitul domniei lui Așoka, ceea ce a dus la recucerirea elenistică de către greco-bactrieni. O mare parte din teritoriu s-a desprins ulterior și a devenit parte a Regatului Indo-Grec. Aceștia au fost învinși și alungați de indo-sciți la sfârșitul secolului al II-lea î.Hr.
Drumul Mătăsii a apărut în secolul I î.Hr., iar Afganistanul a prosperat prin comerț, având rute către China, India, Persia și spre nord, către orașele Buhara, Samarkand și Khiva din actualul Uzbekistan. Mărfurile și ideile circulau prin acest punct central – mătase chineză, argint persan și aur roman – în timp ce regiunea actualului Afganistan extrăgea și comercializa lapis lazuli, în special din regiunea Badahșan.
În secolul I î.Hr., Imperiul Part a subjugat regiunea, dar a pierdut-o în favoarea vasalilor săi indo-parți. În a doua jumătate a secolului I d.Hr., vastul Imperiu Kușan, cu centrul în Afganistan, a devenit un mare susținător al culturii budiste, făcând ca budismul să înflorească în întreaga regiune. Kushanii au fost răsturnați de sasanizi în secolul al III-lea d.Hr., deși indo-sasanizii au continuat să conducă cel puțin părți ale regiunii. Aceștia au fost urmați de kidariți, care au fost înlocuiți de heftalizi. Ulterior, aceștia au fost înlocuiți de turcii shahi în secolul al VII-lea. Dinastia budistă Turk Shahi din Kabul a fost înlocuită de o dinastie hindusă înainte ca saffarizii să cucerească zona în anul 870. Această dinastie hindusă a fost numită Hindu Shahi. O mare parte din regiunile nord-estice și sudice ale țării au rămas dominate de cultura budistă.

### Perioada medievală

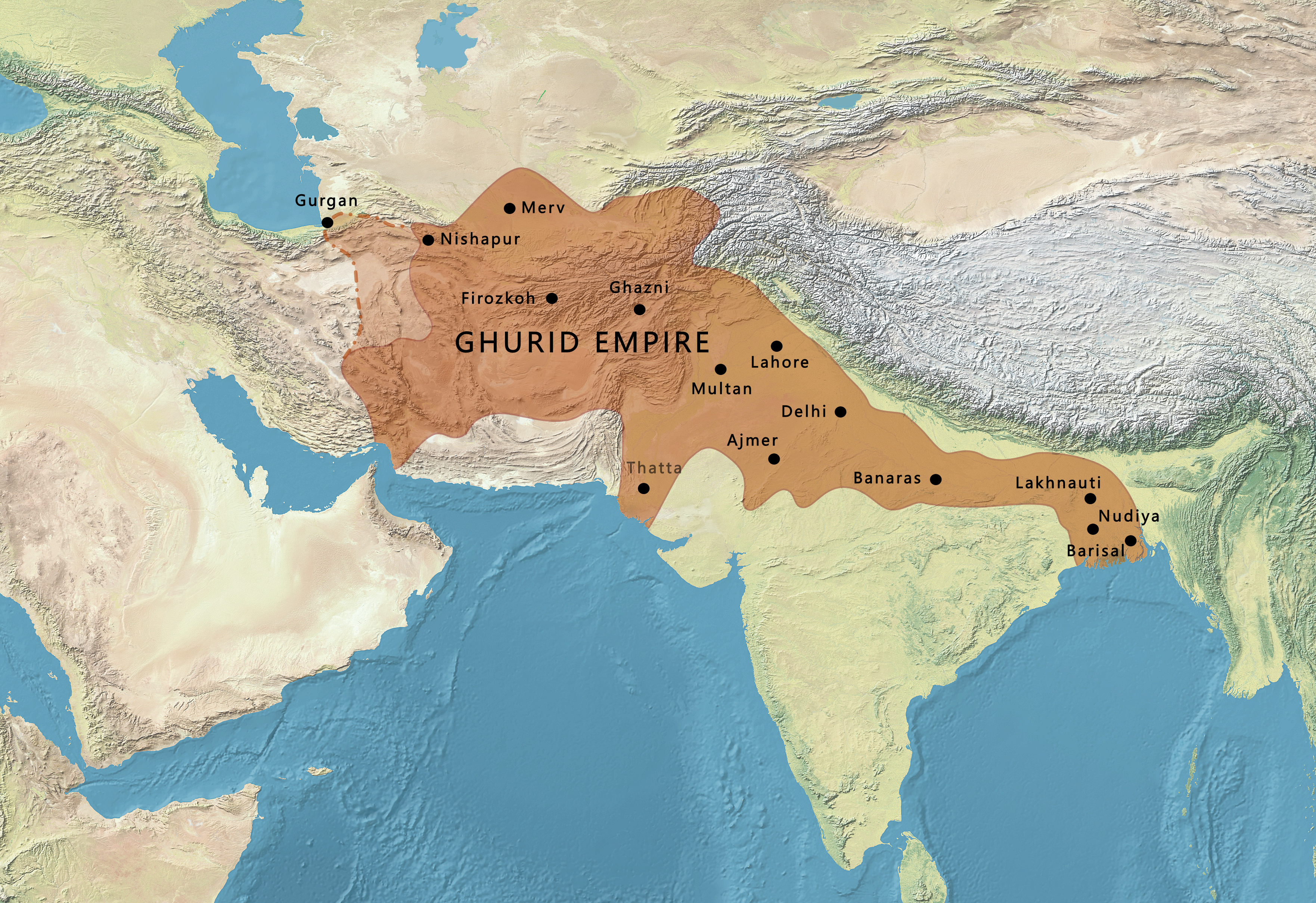
Ghurizii își aveau originea în provincia Ghur, din centrul Afganistanului.

Arabo-musulmanii au adus Islamul în Herat și Sarandsch în anul 642 d.Hr. și au început să se răspândească spre est; o parte dintre locuitorii nativi au acceptat Islamul, în timp ce alții s-au revoltat. Înainte de sosirea Islamului, regiunea era locuită de adepți ai unor credințe și culte variate, ceea ce ducea adesea la sincretism între religiile dominante, cum ar fi zoroastrismul,budismul sau greco-budismul, religiile iraniene antice, hinduismul, creștinismul și iudaismul. Un exemplu de sincretism din regiune este faptul că oamenii erau patroni ai budismului, dar venerau în același timp zei locali iranieni precum Ahura Mazda, Doamna Nana, Anahita sau Mihr (Mitra), și îl reprezentau pe Buddha protejat de zei greci.
Zunbililor și dinastiei Kabul Shahi li s-a pus capăt în anul 870 d.Hr. de către musulmanii saffarizi din Zaranj. Ulterior, Sāmānizii și-au extins influența islamică la sud de Hindukuș. Ghaznavizii au ajuns la putere în secolul al X-lea.
Până în secolul al XI-lea, Mahmud din Ghazni i-a învins pe ultimii conducători hinduși și a islamizat efectiv întreaga regiune, cu excepția Kafiristanului. Mahmud a transformat orașul Ghazni într-un centru important și a fost un mare susținător al intelectualilor, cum ar fi istoricul Al-Biruni și poetul Firdoùsi. Dinastia ghaznavidă a fost răsturnată de Ghurizi în anul 1186, ale căror realizări arhitecturale au inclus Minaretul izolat de la Jam. Ghurizii au controlat Afganistanul mai puțin de un secol, înainte de a fi cuceriți de dinastia Khwarezmiană în 1215.

Invaziile mongole

În anul 1219 d.Hr., Ginghis Han și armata sa mongolă au invadat regiunea. Se spune că trupele sale au anihilat orașele khwarezmiene Herat și Balch, precum și Bamyan. Distrugerile provocate de mongoli i-au forțat pe mulți localnici să revină la o societate agrară, rurală. Stăpânirea mongolă a continuat prin Ilhanatul din nord-vest, în timp ce dinastia Khalji a administrat zonele tribale afgane de la sud de Hindu Kush până la invazia lui Timur (cunoscut și ca Tamerlan), care a fondat Imperiul Timurid în 1370. Sub conducerea lui Shah Rukh, orașul Herat a servit ca punct central al Renașterii Timuride, a cărei glorie a fost comparabilă cu cea a Florenței în timpul Renașterii italiene, ca centru al unei renașteri culturale.
La începutul secolului al XVI-lea, Babur a sosit din Fergana și a cucerit Kabulul de la dinastia Arghun. Babur avea să cucerească și dinastia afgană Lodi, care guvernase Sultanatul de la Delhi, în Prima bătălie de la Panipat. Între secolele al XVI-lea și al XVIII-lea, Hanatul Uzbek de la Bukhara, safavizii iranieni și mogulii indieni au condus părți din teritoriu. În perioada medievală, partea de nord-vest a Afganistanului era cunoscută sub numele regional de Marele Khorasan, un nume folosit în mod frecvent până în secolul al XIX-lea de către localnici pentru a-și desemna țara.

### Dinastia Hotak

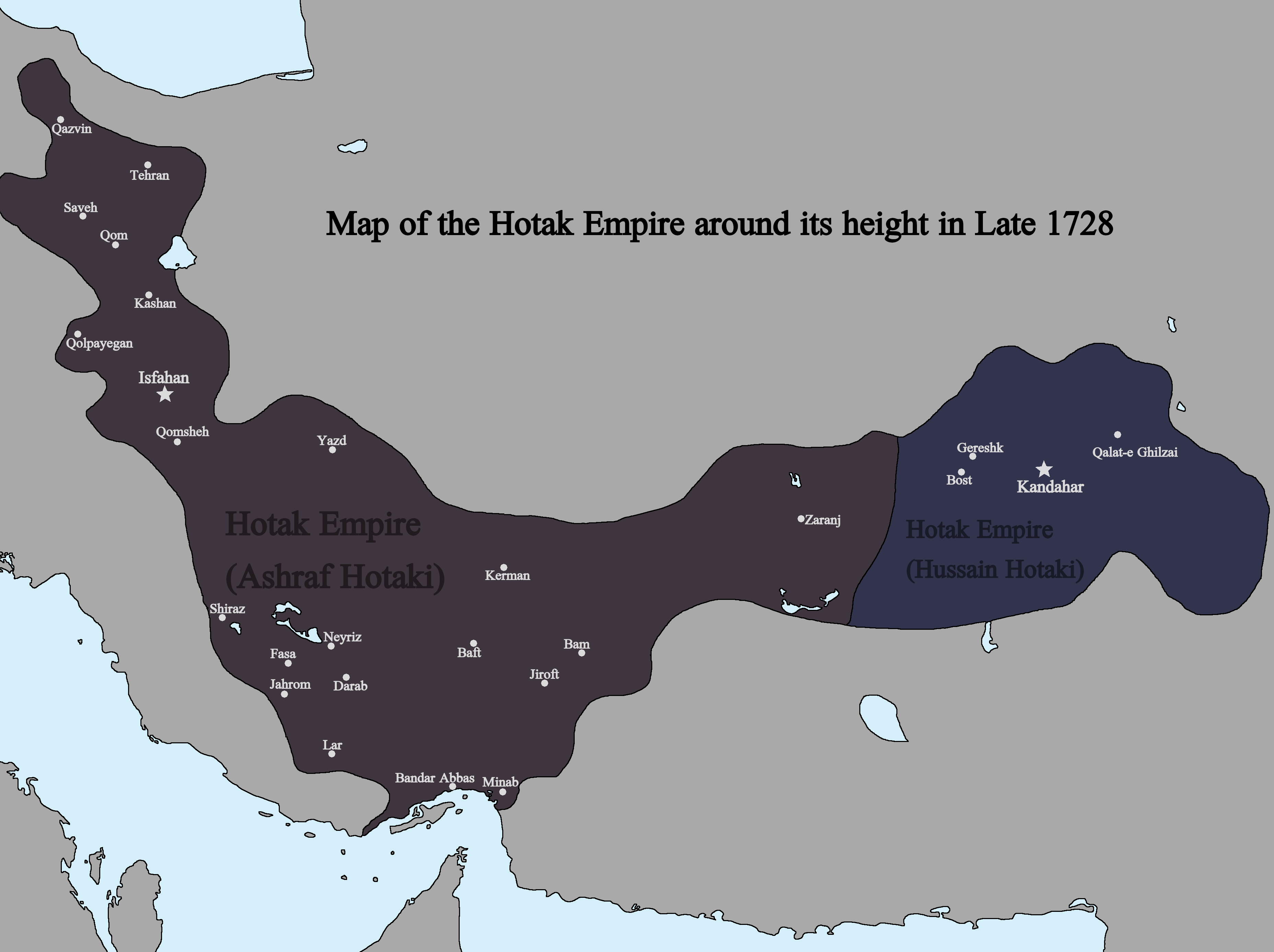
Harta Imperiului Hotak la apogeul său în anul 1728, când teritoriul era disputat între Hussain Hotak (centrat în Kandahar) și Ashraf Hotak (centrat în Isfahan).

În anul 1709, Mirwais Han Hotak, un lider tribal local al clanului Ghilzai, s-a răsculat cu succes împotriva safavizilor. El l-a învins pe Gurgin Khan, guvernatorul georgian al Kandaharului sub dominația safavidă, și și-a stabilit propriul regat. Mirwais a murit în 1715, fiind succedat de fratele său, Abdul Aziz, care a fost ucis curând de fiul lui Mirwais, Mahmud, posibil din cauză că plănuia să încheie pace cu safavizii. În 1722, Mahmud a condus armata afgană către capitala persană Isfahan, a cucerit orașul după Bătălia de la Gulnabad și s-a proclamat Rege al Persiei. Dinastia afgană a fost alungată din Persia de către Nader Shah după Bătălia de la Damghan din 1729.
În 1738, Nader Shah și forțele sale au capturat Kandaharul în timpul asediului Kandaharului, ultimul bastion al dinastiei Hotak, condus de Shah Hussain Hotak. La scurt timp după aceea, forțele persane și afgane au invadat India. Nader Shah a jefuit Delhi, fiind însoțit de comandantul său de 16 ani, Ahmad Șah Durrani, care l-a asistat în aceste campanii. Nader Shah a fost asasinat în 1747.

### Imperiul Durrani
După moartea lui Nader Shah în 1747, Ahmad Șah Durrani s-a întors la Kandahar cu un contingent de 4.000 de paștuni. Abdalii l-au acceptat „în unanimitate” pe Ahmad Șah ca noul lor conducător. Odată cu urcarea sa pe tron în 1747, Ahmad Șah a condus multiple campanii împotriva Imperiului Mogul, Imperiului Marata și a afșarizilor aflați în retragere. Ahmad Șah a cucerit Kabul și Peshawar de la guvernatorul mogul numit Nasir Khan. Apoi, în 1750, a cucerit Herat, iar în 1752 a capturat Cașmirul. Ahmad Șah a lansat două campanii în Khorasan (1750–1751 și 1754–1755). În prima, a asediat Mașhad, dar a fost forțat să se retragă după patru luni. În noiembrie 1750, a asediat Nișapur, dar nu a reușit să cucerească orașul și s-a retras la începutul lui 1751. Ahmad Șah s-a întors în 1754; a cucerit Tun (Ferdows), și pe 23 iulie, a asediat din nou Mașhad. Orașul a căzut pe 2 decembrie, dar Shahrokh a fost repus pe tron în 1755. A fost însă obligat să cedeze afganilor regiunile Torșiz, Bakharz, Jam, Khaf și Heydarieh, precum și să accepte suveranitatea afgană. Ulterior, Ahmad Șah a asediat din nou Nișapur și a reușit să-l cucerească.

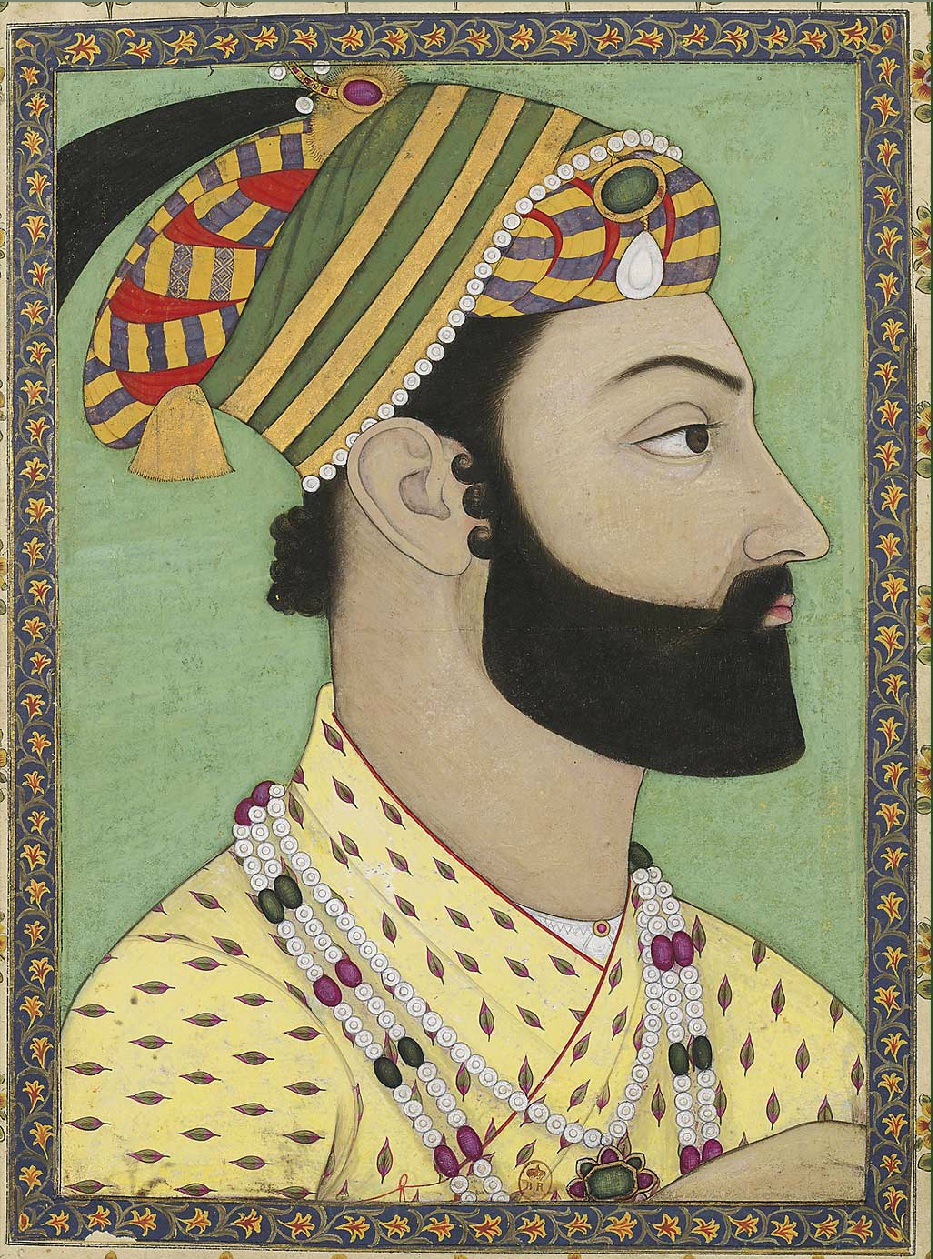
Portret al lui Ahmad Șah Durrani, circa 1757

Ahmad Șah a invadat India de opt ori în timpul domniei sale, începând cu 1748. Traversând râul Indus, armatele sale au jefuit Lahore și l-au integrat în domeniul Durrani. A întâlnit armatele mogule la Bătălia de la Manupur (1748), unde a fost înfrânt și forțat să se retragă înapoi în Afganistan. S-a întors în 1749 și a capturat zona din jurul Lahore și Punjab, prezentând aceasta ca o victorie afgană. Între 1749 și 1767, Ahmad Șah a mai condus șase invazii, cea mai importantă fiind ultima: A treia Bătălie de la Panipat a creat un vid de putere în nordul Indiei și a oprit expansiunea marată.
Ahmad Șah Durrani a murit în octombrie 1772, iar în urma sa a izbucnit un război civil pentru succesiune. Succesorul desemnat, Timur Șah Durrani, l-a înfrânt pe fratele său, Suleiman Mirza, și a urcat pe tron în noiembrie 1772. Timur Șah Durrani și-a început domnia prin consolidarea puterii în jurul său și al celor loiali lui, epurând conducătorii tribali influenți (Sardari) din Kabul și Kandahar. Una dintre reformele sale a fost mutarea capitalei Imperiului Durrani de la Kandahar la Kabul. A înăbușit mai multe rebeliuni și a condus campanii împotriva sikhilor în Punjab, asemenea tatălui său, dar cu un succes mai mare. Cea mai notabilă bătălie a fost condusă de Zangi Khan Durrani – cu peste 18.000 de călăreți afgani, qizilbași și mongoli – împotriva a peste 60.000 de sikh. Sikhii au pierdut peste 30.000 de oameni, marcând o revenire a influenței Durrani în regiunea Punjab.
După moartea lui Ahmad Șah, Multan a fost pierdut în 1772. După victoria sa în Punjab, Timur Șah a reușit să asedieze Multan și să-l recucerească, reintegrându-l în imperiu ca provincie până la asediul Multanului 1818.
Timur Șah a fost succedat de fiul său, Zaman Șah Durrani, după moartea sa în mai 1793. Domnia lui Timur Șah a urmărit stabilizarea și consolidarea imperiului. Totuși, având peste 24 de fii, acest fapt a dus la războaie civile continue pentru tron.
Zaman Șah Durrani a preluat tronul după moartea tatălui său. Frații săi Mahmud Șah Durrani și Humayun Mirza s-au revoltat – Humayun în Kandahar, Mahmud în Herat. Zaman Șah l-a înfrânt pe Humayun și l-a forțat pe Mahmud să-i jure loialitate. După ce și-a asigurat poziția, Zaman Șah a condus trei campanii în Punjab. Primele două au capturat Lahore, dar s-a retras din cauza amenințării unei invazii qajare. În 1800, a început a treia campanie pentru a înăbuși rebeliunea lui Ranjit Singh, dar a fost forțat să se retragă, iar domnia sa a fost încheiată de Mahmud Șah Durrani.
La mai puțin de doi ani de la înscăunare, Mahmud Șah Durrani a fost detronat de fratele său Shah Shuja Durrani pe 13 iulie 1803. Shah Shuja a încercat să consolideze imperiul, dar a fost detronat de Mahmud Șah la Bătălia de la Nimla (1809). Mahmud l-a înfrânt pe Shah Shuja, forțându-l să fugă, și și-a recăpătat tronul. A doua domnie a început la 3 mai 1809.

### Dinastia Barakzai și războaiele britanice

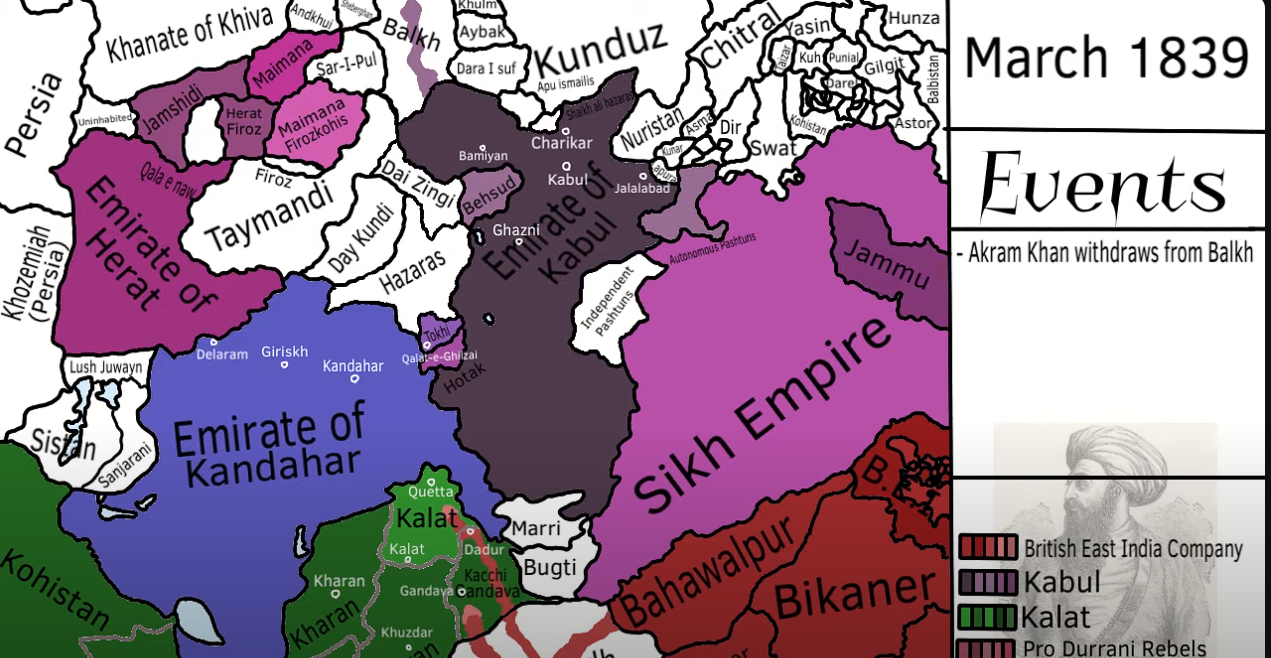
Hartă a Afganistanului (Emiratul) și a națiunilor învecinate în anul 1839, în timpul Primului Război Anglo-Afgan. Tărâmul lui Dost Mohammad Han poate fi văzut ca Emiratul Kabul, iar Principatul Qandahar și Emiratul Herat pot fi de asemenea observate.

Până la începutul secolului al XIX-lea, imperiul afgan era amenințat de perși din vest și de Imperiul Sikh din est. Fateh Han, liderul tribului Barakzai, și-a instalat numeroși frați în poziții de putere în tot imperiul. Fateh Khan a fost ucis cu brutalitate în 1818 de către Mahmud Șah. Ca urmare, frații lui Fateh Khan și tribul Barakzai s-au răsculat, iar un război civil a început să se contureze. În această perioadă turbulentă, Afganistanul s-a fragmentat în mai multe state, printre care Principatul Qandahar, Emiratul Herat, Hanatul Qunduz, Hanatul Maimana și numeroase alte entități beligerante. Cel mai proeminent stat a fost Emiratul Kabul, condus de Dost Mohammad Han.
Odată cu prăbușirea Imperiului Durrani și exilarea Dinastiei Sadozai, care a rămas să conducă în Herat, Punjabul și Cașmirul au fost pierdute în favoarea lui Ranjit Singh, conducătorul Imperiului Sikh, care a invadat Khyber Pakhtunkhwa în martie 1823 și a capturat orașul Peșawar în urma Bătăliei de la Nowshera. În 1834, Dost Mohammad Khan a condus numeroase campanii, începând cu o expediție spre Jalalabad, apoi aliindu-se cu frații săi rivali din Kandahar pentru a-l învinge pe Șah Șuja Durrani și pe britanici în Expediția lui Șuja ul-Mulk. În 1837, Dost Mohammad Han a încercat să cucerească Peshawar și a trimis o forță numeroasă sub comanda fiului său, Wazir Akbar Han, ceea ce a dus la Bătălia de la Jamrud. Akbar Han și armata afgană nu au reușit să captureze Fortul Jamrud de la Armata Khalsa Sikh, însă l-au ucis pe comandantul sikh Hari Singh Nalwa, punând astfel capăt războaielor afgano-sikh. În acel moment, britanicii înaintau din est, profitând de declinul Imperiului Sikh, care trecuse printr-o perioadă de instabilitate după moartea lui Ranjit Singh, ceea ce a angajat Emiratul Kabulului în primul conflict major din cadrul „Marelui Joc”.

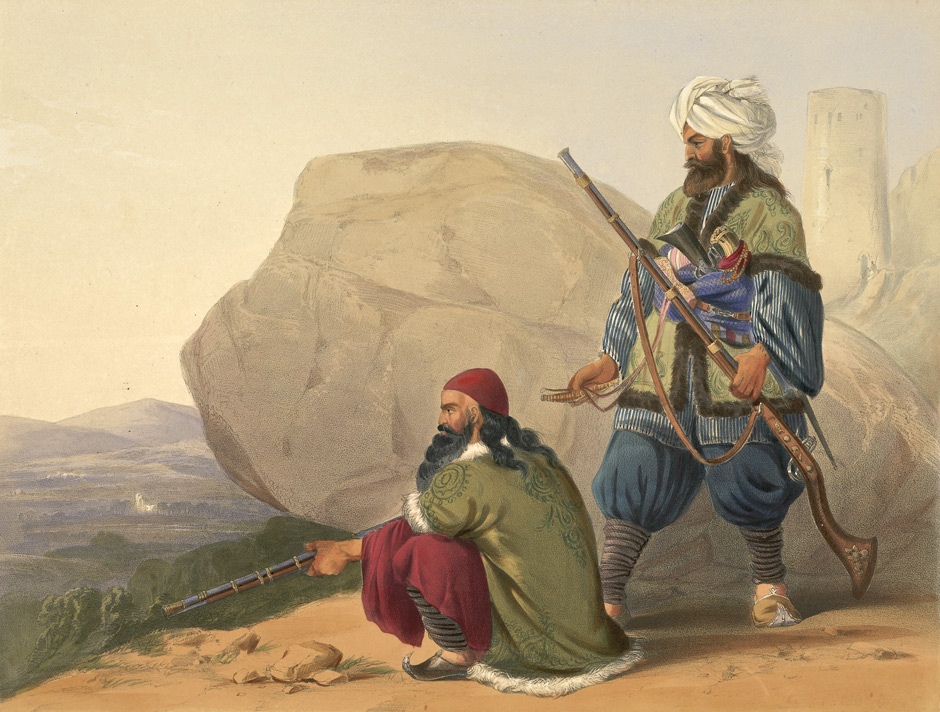
Tribuși afgani în anul 1841, pictați de ofițerul britanic James Rattray.

În 1839, o forță expediționară britanică a pătruns în Afganistan, invadând Principatul Qandahar, iar în august 1839 a cucerit Kabulul. Dost Mohammad Khan i-a învins pe britanici în campania de la Parwan, dar s-a predat după victorie. A fost înlocuit cu fostul conducător Durrani, Șah Șuja Durrani, ca nou conducător al Kabulului, de facto o marionetă a britanicilor.
După o revoltă care a dus la asasinarea lui Șah Șuja, retragerea din 1842 a forțelor indo-britanice din Kabul și anihilarea armatei lui Elphinstone, precum și expediția punitivă din Bătălia de la Kabul care a dus la jefuirea orașului, britanicii au renunțat la încercările lor de a subjuga Afganistanul, permițându-i lui Dost Mohammad Khan să revină ca conducător. Ulterior, Dost Mohammad a purtat o serie de campanii pentru a uni cea mai mare parte a Afganistanului sub domnia sa, lansând numeroase incursiuni împotriva statelor învecinate, cum ar fi campania Hazarajat, cucerirea Balkhului, cucerirea Kunduzului și cucerirea Kandaharului. Dost Mohammad a condus ultima sa campanie împotriva Heratului, cucerindu-l și reunificând Afganistanul. În timpul acestor campanii de reunificare, a menținut relații prietenoase cu britanicii, în ciuda Primului Război Anglo-Afgan, și le-a confirmat statutul prin al Doilea Tratat Anglo-Afgan din 1857, în timp ce Buhara și liderii religioși interni l-au presat pe Dost Mohammad să invadeze India în timpul Răscoalei șipailor.
Dost Mohammad a murit în iunie 1863, la câteva săptămâni după campania sa de succes la Herat. După moartea sa, a izbucnit un război civil între fiii săi, printre care Mohammad Afzal Han, Mohammad Azam Han și Șer Ali Han. Sher Ali a câștigat războiul civil afgan (1863–1869) și a condus Afganistanul până la moartea sa în 1879. În ultimii ani ai domniei sale, britanicii s-au întors în Afganistan în al Doilea Război Anglo-Afgan pentru a combate influența percepută a Rusiei în regiune. Șer Ali s-a retras în nordul Afganistanului, intenționând să creeze o rezistență asemănătoare cu cea a predecesorilor săi, Dost Mohammad Khan și Wazir Akbar Khan. Moartea sa prematură a dus însă la proclamarea lui Yaqub Han ca nou Amir, ceea ce a condus la câștigarea de către britanici a controlului asupra relațiilor externe ale Afganistanului, conform Tratatului de la Gandamak din 1879, făcând din țară un Stat Protejat Oficial Britanic. O nouă revoltă a reaprins conflictul, iar Yaqub Khan a fost detronat. În această perioadă tumultoasă, Abdur Rahman Han a început ascensiunea la putere, devenind un candidat eligibil pentru a deveni Amir după ce a cucerit o mare parte din nordul Afganistanului. Abdur Rahman a mărșăluit asupra Kabulului și a fost declarat Amir, fiind recunoscut și de britanici. O altă revoltă, condusă de Ayub Han, i-a amenințat pe britanici, rebelii înfruntând și învingând forțele britanice în Bătălia de la Maiwand. După această victorie, Ayub Khan a asediat fără succes Kandaharul, iar înfrângerea sa decisivă a marcat sfârșitul celui de-al Doilea Război Anglo-Afgan, cu Abdur Rahman consolidat ferm ca Amir.

În 1893, Abdur Rahman a semnat un acord prin care teritoriile etnice paștune și baloșe au fost împărțite prin Linia Durand, care formează granița modernă dintre Pakistan și Afganistan. Hazarajatul dominat de șiiți și păgânul Kafiristan au rămas independente politic până au fost cucerite de Abdur Rahman Khan între 1891–1896. A fost cunoscut ca „Amirul de Fier” pentru trăsăturile și metodele sale nemiloase împotriva triburilor. A murit în 1901, fiind succedat de fiul său, Habibullah Han.
„Cum poate o putere mică precum Afganistanul, care este ca o capră între acești lei [Britania și Rusia] sau un grăunte de grâu între două pietre puternice de moară, să stea între pietre fără a fi măcinată în praf?”

 — Abdur Rahman Han, „Amirul de Fier”, în 1900
În timpul Primului Război Mondial, când Afganistanul era neutru, Habibullah Han a fost abordat de oficiali ai Puterilor Centrale în cadrul Expediției Niedermayer–Hentig. Aceștia au îndemnat Afganistanul să-și declare independența totală față de Regatul Unit, să li se alăture și să atace India britanică, ca parte a Conspirației Hindu–Germane. Efortul de a atrage Afganistanul de partea Puterilor Centrale a eșuat, dar a stârnit nemulțumire în rândul populației față de menținerea neutralității cu britanicii. Habibullah a fost asasinat în februarie 1919, iar Amanullah Khan a preluat în cele din urmă puterea. Sustinător ferm al expedițiilor din 1915–1916, Amanullah Khan a invadat India britanică, declanșând al Treilea Război Anglo-Afgan și intrând în India prin Pasul Khyber.

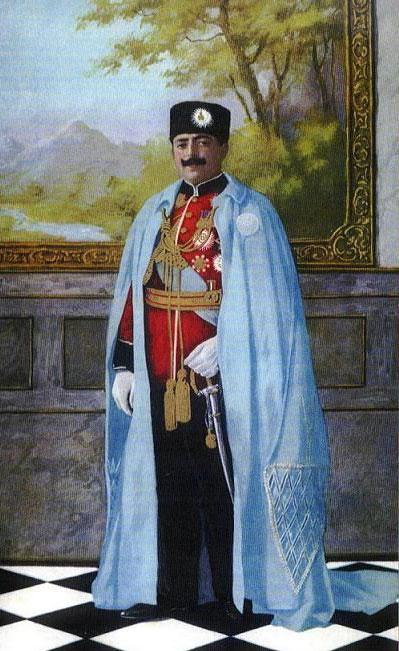
Amanullah Han s-a autoproclamat Rege al Afganistanului în iunie 1926.

După încheierea celui de-al Treilea Război Anglo-Afgan și semnarea Tratatului de la Rawalpindi la 19 august 1919, Emirul Amanullah Han a declarat Emiratul Afganistan un stat suveran și pe deplin independent. A început să pună capăt izolării tradiționale a țării sale, stabilind relații diplomatice cu comunitatea internațională, în special cu Uniunea Sovietică și Republica de la Weimar. S-a autoproclamat Rege al Afganistanului la 9 iunie 1926, formând Regatul Afganistanului. A introdus mai multe reforme menite să modernizeze națiunea sa. O forță cheie în spatele acestor reforme a fost Mahmud Tarzi, un susținător înfocat al educației femeilor. El a luptat pentru Articolul 68 din Constituția Afganistanului din 1923, care a făcut educația primară obligatorie. Sclavia a fost abolită în 1923. Soția regelui Amanullah, Regina Soraya, a fost o figură importantă în această perioadă în lupta pentru educația femeilor și împotriva opresiunii acestora.
Unele reforme, precum abolirea burkăi tradiționale pentru femei și deschiderea școlilor mixte, i-au înstrăinat pe mulți lideri tribali și religioși, conducând la Războiul Civil Afegan (1928–1929). Regele Amanullah a abdicat în ianuarie 1929, iar Kabulul a fost cucerit de forțele Saqqawiste conduse de Habibullah Kalakani. Mohammed Nadir Shah, vărul lui Amanullah, l-a învins și ucis pe Kalakani în octombrie 1929 și a fost declarat Regele Nadir Shah. A abandonat reformele lui Amanullah în favoarea unei abordări mai graduale a modernizării, dar a fost asasinat în 1933 de Abdul Khaliq.
Mohammed Zahir Shah a urcat pe tron și a domnit ca rege din 1933 până în 1973. În timpul revoltelor tribale din 1944–1947, domnia regelui Zahir a fost contestată de triburile Zadran, Safi, Mangal și Wazir, conduse de Mazrak Zadran, Salemai și Mirzali Han, printre alții – mulți dintre ei loiali ai lui Amanullah. Afganistanul a aderat la Liga Națiunilor în 1934. Anii 1930 au marcat dezvoltarea infrastructurii, fondarea unei bănci naționale și creșterea educației. Legăturile rutiere din nord au contribuit semnificativ la dezvoltarea industriei de bumbac și textile. Țara a construit relații apropiate cu Puterile Axei, Germania Nazistă având cea mai mare implicare în dezvoltarea Afganistanului la acea vreme.

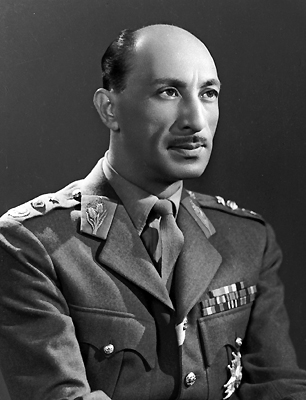
Regele Zahir, ultimul monarh aflat pe tron al Afganistanului, care a domnit din 1933 până în 1973.

Până în 1946, regele Zahir a condus cu ajutorul unchiului său, care deținea funcția de prim-ministru și a continuat politicile lui Nadir Șah. Un alt unchi, Șah Mahmud Han, a devenit prim-ministru în 1946 și a experimentat o mai mare libertate politică. A fost înlocuit în 1953 de Mohammed Daoud Han, un naționalist paștun care a urmărit crearea unui Paștunistan, ducând la relații extrem de tensionate cu Pakistanul. Daoud Han a promovat reforme de modernizare socială și a căutat relații mai strânse cu Uniunea Sovietică. Ulterior, a fost adoptată Constituția din 1964 și a fost numit primul prim-ministru care nu făcea parte din familia regală.
Zahir Șah, asemenea tatălui său Nadir Șah, a dus o politică de menținere a independenței naționale, în timp ce urmărea o modernizare graduală, stimulând sentimentul naționalist și îmbunătățind relațiile cu Regatul Unit. Afganistanul nu a participat la al Doilea Război Mondial și nu a fost aliniat niciunei blocuri de putere în timpul Războiului Rece. Totuși, a beneficiat de rivalitatea celor două blocuri, deoarece atât Uniunea Sovietică, cât și Statele Unite au concurat pentru influență prin construirea principalelor autostrăzi, aeroporturi și altor infrastructuri esențiale din Afganistan. Pe cap de locuitor, Afganistanul a primit mai mult ajutor de dezvoltare sovietic decât orice altă țară. În 1973, în timp ce regele se afla în Italia, Daoud Han a organizat o lovitură de stat fără vărsare de sânge și a devenit primul președinte al Afganistanului, abolind monarhia.

### Republica Democrată și războiul sovietic

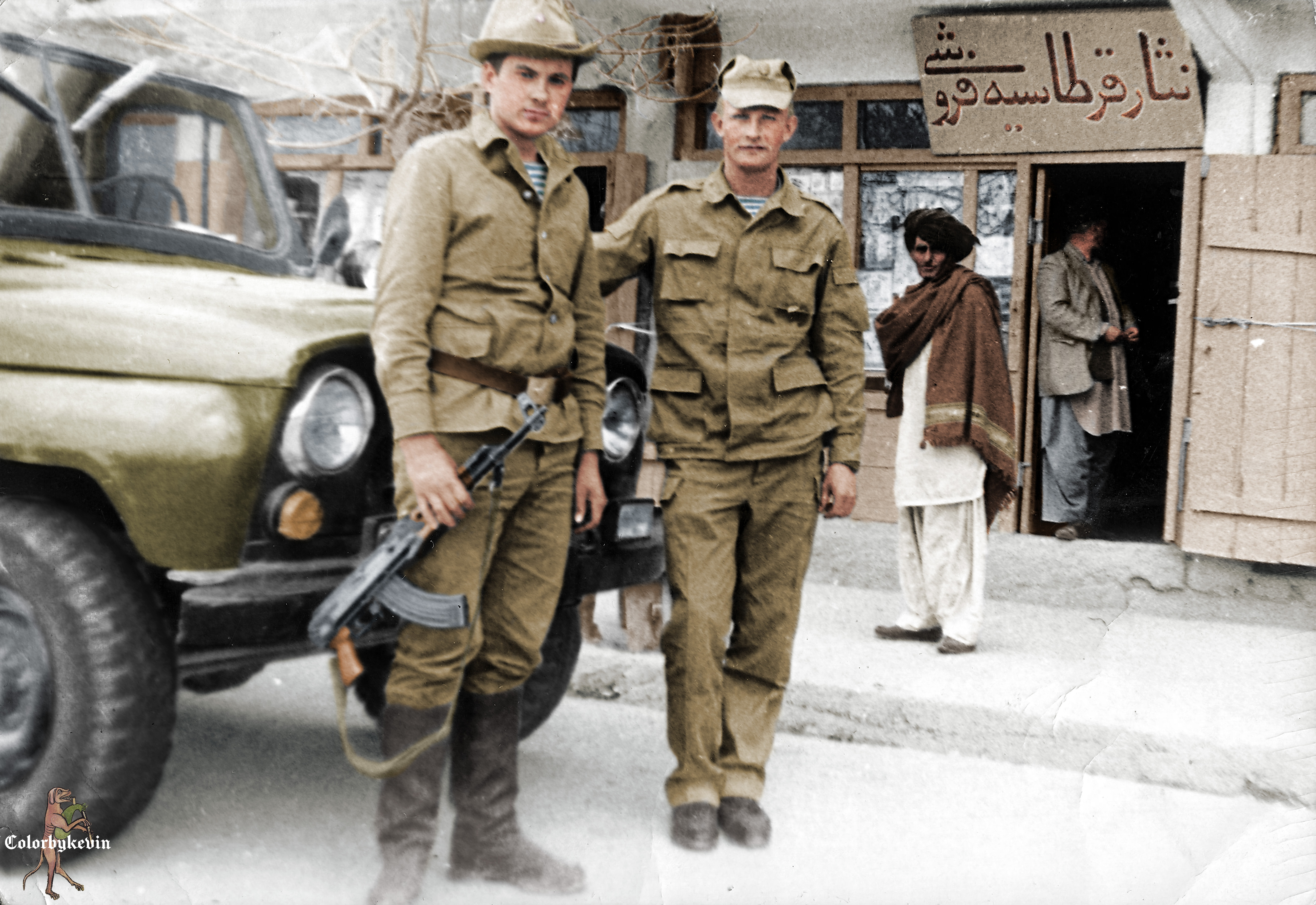
Trupe sovietice în Gardez, Afganistan, în anul 1987.

În aprilie 1978, Partidul Popular Democrat din Afganistan (PDPA), de orientare comunistă, a preluat puterea printr-o lovitură de stat sângeroasă împotriva președintelui de atunci, Mohammed Daoud Han, eveniment cunoscut sub numele de Revoluția Saur. PDPA a declarat înființarea Republicii Democrate Afgană, cu primul său lider fiind Secretarul General al partidului, Nur Muhammad Taraki. Acest eveniment a declanșat o serie de transformări care au transformat Afganistanul dintr-o țară pașnică (deși săracă și izolată) într-un focar de conflicte și terorism.
PDPA a inițiat o serie de reforme sociale, simbolice și de redistribuire a pământului care au provocat opoziție puternică și au fost însoțite de represiuni brutale asupra dizidenților politici. Aceasta a dus la tulburări care, până în 1979, au escaladat rapid într-un război civil, purtat de gherilele mujahidine (și grupuri maoiste mai mici) împotriva forțelor regimului. Războiul s-a transformat rapid într-un război proxy, guvernul pakistanez a oferit centre de antrenament secrete acestor rebeli, iar Statele Unite i-au susținut prin intermediul serviciului pakistanez de informații (ISI), în timp ce Uniunea Sovietică a trimis mii de consilieri militari pentru a sprijini regimul PDPA. Totodată, conflictele interne dintre facțiunile rivale ale PDPA – dominanta Khalq și moderata Parcham – s-au intensificat.
În octombrie 1979, Secretarul General al PDPA, Taraki, a fost asasinat într-o lovitură de palat orchestrată de prim-ministrul de atunci, Hafizullah Amin, care i-a succedat la conducerea partidului. Situația s-a înrăutățit sub conducerea lui Amin, iar mii de persoane au dispărut fără urmă. Nemulțumită de regimul lui Amin, armata sovietică a invadat Afganistanul în decembrie 1979, ocupând Kabulul și ucigându-l pe Amin. Un regim organizat de sovietici, condus de Babrak Karmal din facțiunea Parcham, dar incluzând membri din ambele tabere (Parcham și Khalq), a umplut vidul de putere. Trupe sovietice în număr mare au fost desfășurate pentru a stabiliza Afganistanul sub conducerea lui Karmal, marcând începutul Războiului sovieto-afgan.
Războiul a durat nouă ani și a provocat moartea a între 562.000 și 2 milioane de afgani, și strămutarea a aproximativ 6 milioane de persoane, majoritatea refugiindu-se în Pakistan și Iran. Bombardamentele aeriene intense au distrus numeroase sate, milioane de mine antipersonal au fost plantate, iar orașe precum Herat și Kandahar au suferit daune semnificative. După retragerea sovieticilor, a izbucnit un alt război civil, care a durat până la prăbușirea regimului comunist condus de Mohammad Najibullah, în 1992.
Războiul sovieto-afgan a avut efecte sociale drastice asupra Afganistanului. Militarizarea societății a dus la normalizarea prezenței poliției înarmate, a gărzilor de corp private și a grupurilor civile de apărare înarmate. Structura tradițională de putere — constituită din clerici, bătrâni ai comunităților, intelectuali și armată — a fost înlocuită de influența crescândă a comandanților militari locali (warlords).

### Conflictul post-Război Rece
Un alt război civil a izbucnit după formarea unui guvern de coaliție disfuncțional între liderii diferitelor facțiuni mujahedine. Într-o stare de anarhie și lupte între fracțiuni, diverse grupări mujahedine au comis violuri, crime și acte de extorcare pe scară largă, în timp ce Kabul a fost puternic bombardat și parțial distrus de confruntări. Mai multe încercări eșuate de reconciliere și alianțe au avut loc între diferiți lideri.
Talibanii au apărut în septembrie 1994 ca o mișcare și miliție formată din studenți (talib) proveniți din madrasele islamice (școli religioase) din Pakistan, beneficiind curând de sprijin militar din partea Pakistanului.

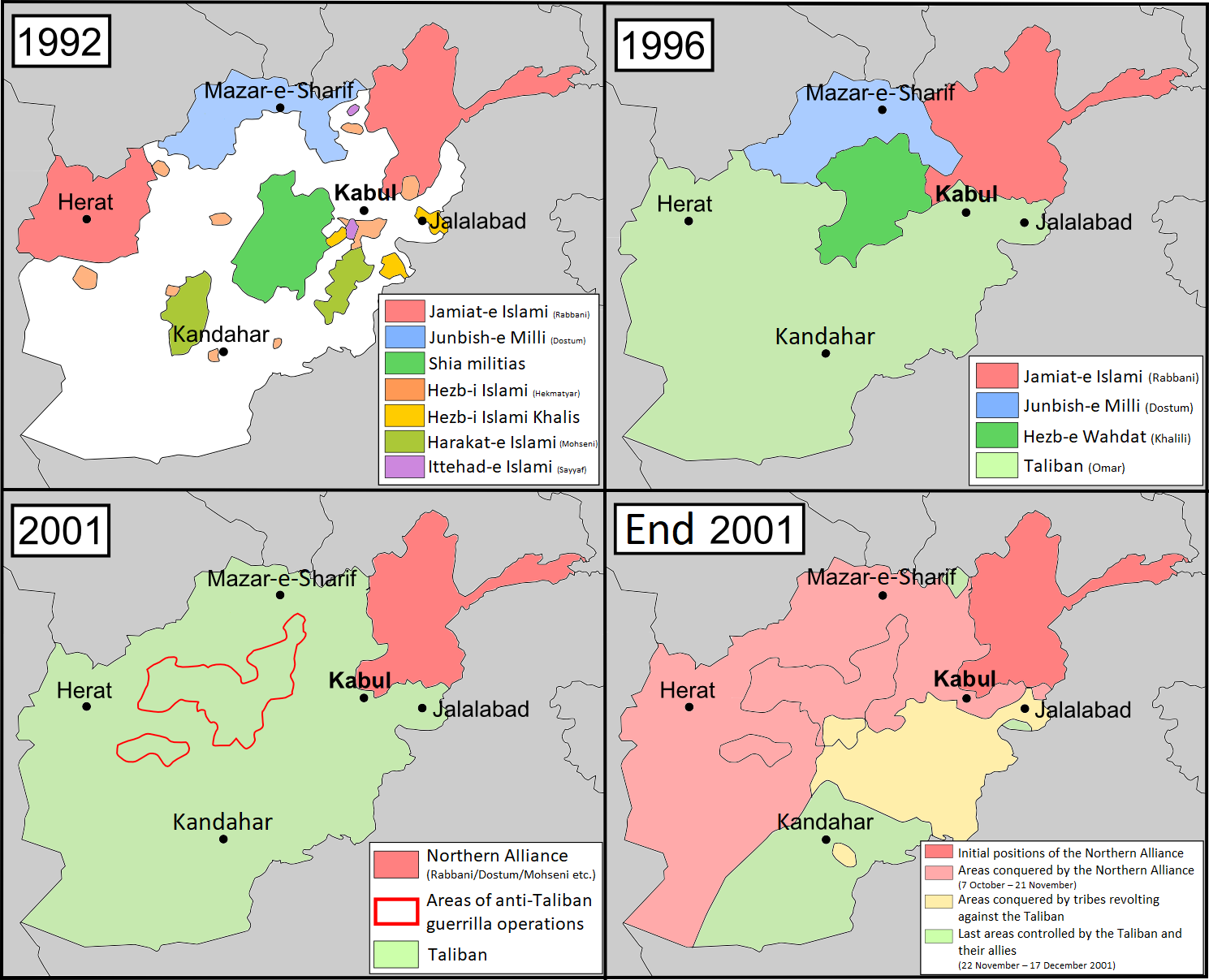
Războaiele din Afghanistan (1992-2001)

După ce au preluat controlul asupra orașului Kandahar în acel an, talibanii au cucerit tot mai multe teritorii, până când au alungat guvernul condus de Burhanuddin Rabbani din Kabul în 1996, unde au înființat un emirat. Talibanii au fost condamnați la nivel internațional pentru aplicarea extrem de dură a propriei interpretări a legii islamice șaria, ceea ce a dus la tratamente brutale împotriva multor afgani, în special a femeilor.
În timpul conducerii lor, talibanii și aliații lor au comis masacre împotriva civililor afgani, au refuzat livrările de alimente ale ONU către civili înfometați și au aplicat o politică de pământ pârjolit, incendiind suprafețe vaste de teren fertil și distrugând zeci de mii de locuințe.
După căderea Kabulului în mâinile talibanilor, Ahmad Șah Massoud și Abdul Rașid Dostum au format Alianța Nordică, căreia i s-au alăturat ulterior și alte grupuri, pentru a rezista talibanilor. Forțele lui Dostum au fost învinse de talibani în luptele de la Mazar-i-Sharif din 1997 și 1998; șeful Statului Major al Armatei Pakistanului, Pervez Musharraf, a început să trimită mii de pakistanezi pentru a ajuta talibanii să învingă Alianța Nordică.
Până în anul 2000, Alianța Nordică mai controla doar 10% din teritoriul țării, fiind încercuită în nord-est. La 9 septembrie 2001, Ahmad Șah Massoud a fost asasinat de doi atacatori sinucigași arabi în Valea Panjșir.
Aproximativ 400.000 de afgani au murit în conflictele interne dintre 1990 și 2001.

### Invazia SUA și Republica Islamică
În octombrie 2001, Statele Unite au invadat Afganistanul pentru a înlătura talibanii de la putere, după ce aceștia au refuzat să-l predea pe Osama bin Laden, principalul suspect al atacurilor din 11 septembrie, care era un „oaspe” al talibanilor și își desfășura rețeaua al-Qaeda în Afganistan. Majoritatea afganilor au sprijinit invazia americană. În timpul invaziei inițiale, forțele SUA și Regatului Unit au bombardat taberele de antrenament al-Qaeda, iar mai târziu, colaborând cu Alianța Nordului, regimul taliban a fost înlăturat. În decembrie 2001, după căderea guvernului taliban, a fost formată Administrația Interimară Afgană sub conducerea lui Hamid Karzai. Forța Internațională de Asistență pentru Securitate (ISAF) a fost înființată de Consiliul de Securitate al ONU pentru a sprijini administrația Karzai și a furniza securitate de bază.

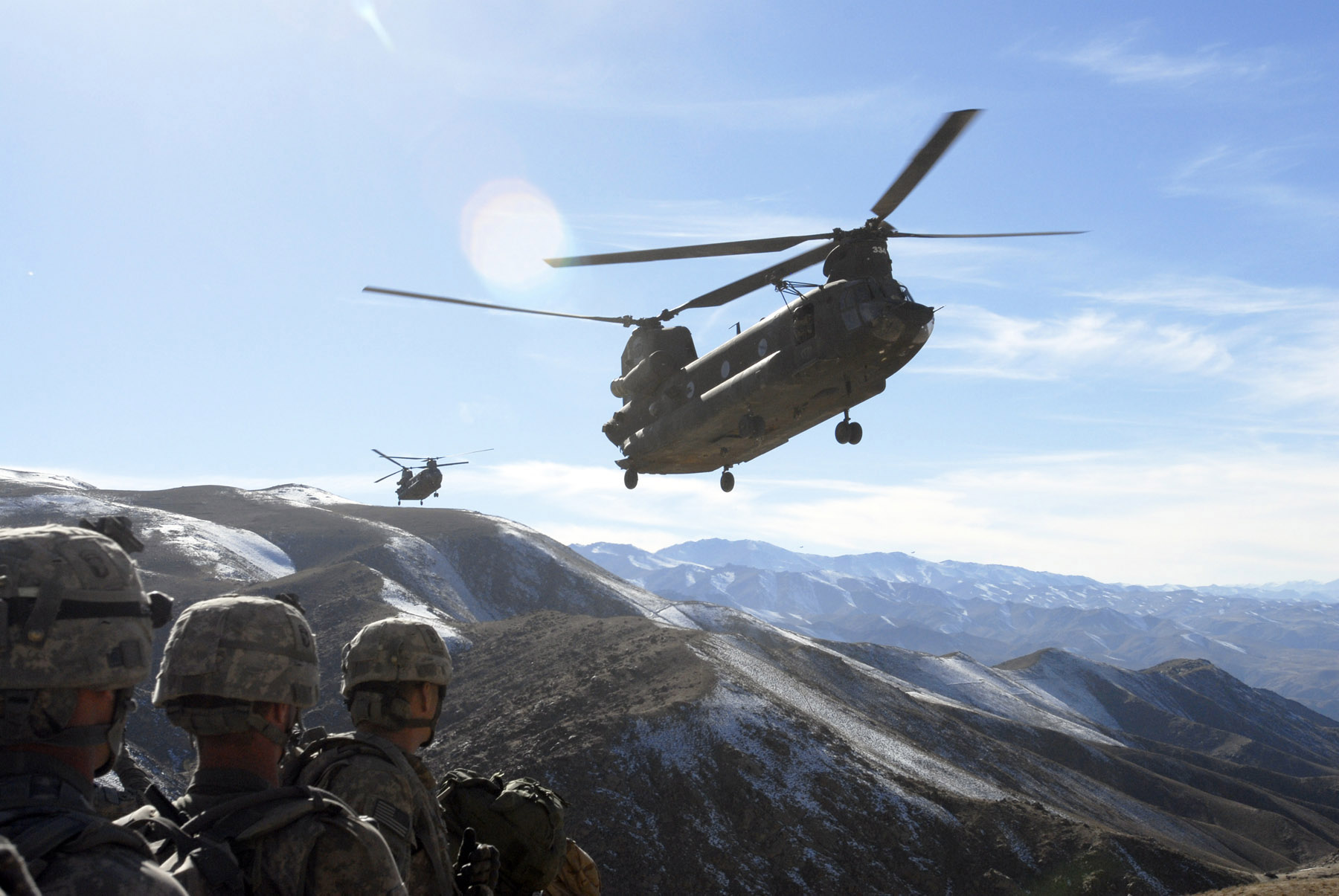
Trupe americane și elicoptere Chinook în Afganistan, 2008

Până atunci, după două decenii de război și o foamete acută la acea vreme, Afganistanul avea unele dintre cele mai ridicate rate ale mortalității infantile și ale copiilor din lume, cea mai mică speranță de viață, o mare parte din populație era înfometată, iar infrastructura era în ruină. Mulți donatori străini au început să ofere ajutor și sprijin pentru a reconstrui țara devastată de război. Pe măsură ce trupele coaliției au intrat în Afganistan pentru a ajuta la procesul de reconstrucție, talibanii au început o insurgență pentru a recâștiga controlul. Afganistanul a rămas una dintre cele mai sărace țări din lume din cauza lipsei de investiții străine, corupției guvernamentale și insurgenței talibanilor.
Guvernul afgan a reușit să construiască unele structuri democratice, adoptând o constituție în 2004 cu denumirea de Republica Islamică Afganistan. Au fost făcute încercări, adesea cu sprijinul țărilor donatoare străine, de a îmbunătăți economia țării, sistemul de sănătate, educația, transportul și agricultura. Forțele ISAF au început, de asemenea, să antreneze Forțele Naționale de Securitate Afgane. După 2002, aproape cinci milioane de afgani au fost repatriați. Numărul trupelor NATO prezente în Afganistan a atins apogeul de 140.000 în 2011, scăzând la aproximativ 16.000 în 2018. În septembrie 2014, Așraf Ghani a devenit președinte după alegerile prezidențiale din acel an, când, pentru prima dată în istoria Afganistanului, puterea a fost transferată democratic. La 28 decembrie 2014, NATO a încheiat oficial operațiunile de luptă ISAF și a transferat întreaga responsabilitate pentru securitate către guvernul afgan. În aceeași zi, a fost formată operațiunea Resolute Support condusă de NATO, ca succesor al ISAF. Mii de trupe NATO au rămas în țară pentru a antrena și consilia forțele guvernamentale afgane și pentru a-și continua lupta împotriva talibanilor. Un raport intitulat Body Count a concluzionat că între 106.000 și 170.000 de civili au fost uciși ca urmare a conflictului din Afganistan, de către toate părțile implicate.

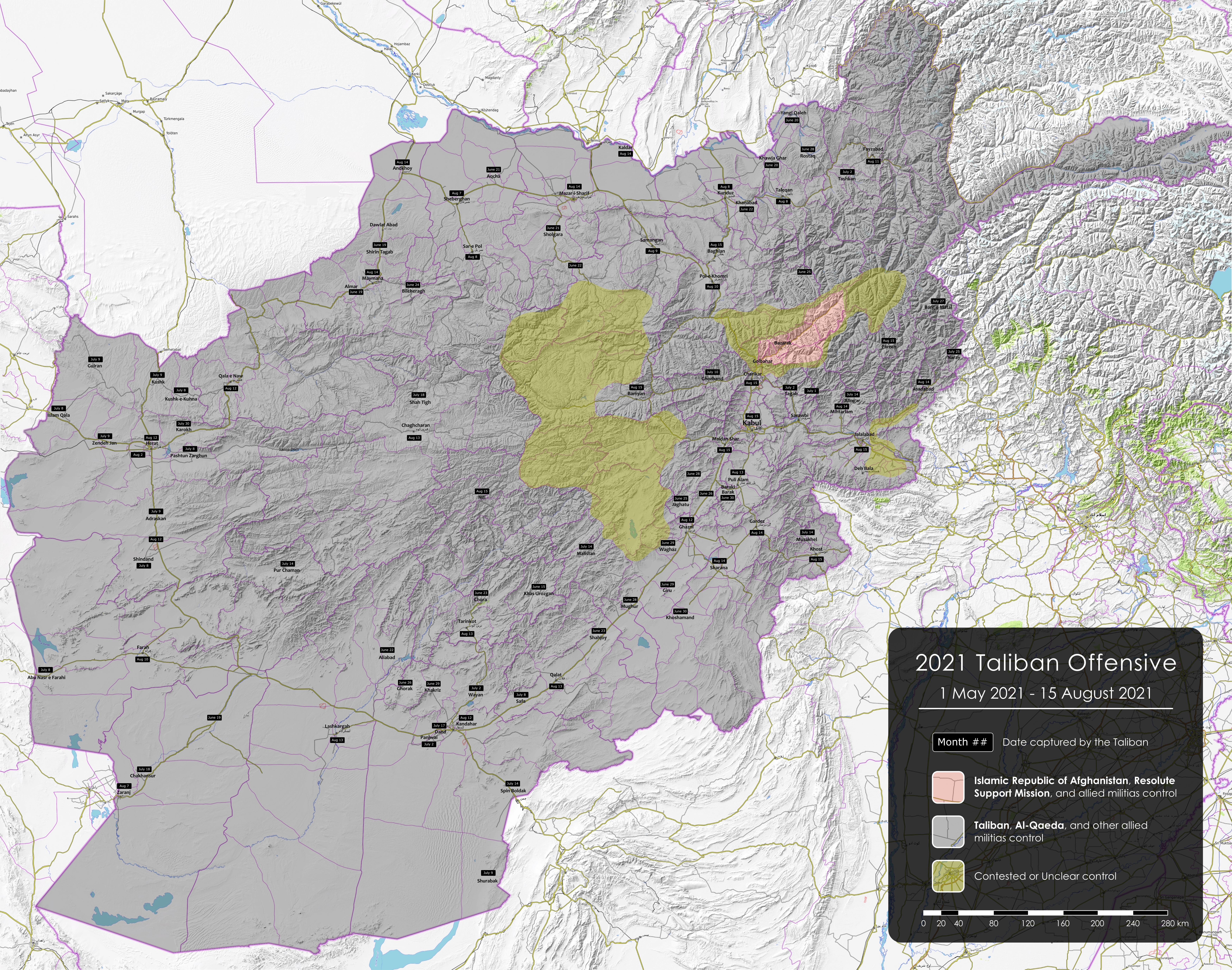
O hartă a Afganistanului care arată ofensiva talibană din 2021.

La 19 februarie 2020, a fost semnat în Qatar acordul SUA–Talibani. Acordul a fost unul dintre evenimentele critice care au provocat colapsul Forțelor Naționale de Securitate Afgane (ANSF); după semnarea acordului, SUA au redus dramatic numărul atacurilor aeriene și au privat ANSF de un avantaj esențial în lupta cu insurgența talibană, ducând la preluarea Kabulului de către talibani.

### Al doilea regim taliban
Secretarul general al NATO, Jens Stoltenberg, a anunțat pe 14 aprilie 2021 că alianța a convenit să înceapă retragerea trupelor din Afganistan începând cu 1 mai. La scurt timp după începerea retragerii trupelor NATO, talibanii au lansat o ofensivă împotriva guvernului afgan și au avansat rapid în fața forțelor guvernamentale aflate în colaps. Talibanii au capturat capitala Kabul pe 15 august 2021, recâștigând controlul asupra unei mari părți a Afganistanului. Mai mulți diplomați străini și oficiali ai guvernului afgan, inclusiv președintele Așraf Ghani, au fost evacuați din țară, iar mulți civili afgani au încercat să fugă împreună cu ei. Pe 17 august, primul vicepreședinte Amrullah Saleh s-a autoproclamat președinte interimar și a anunțat formarea unui front anti-taliban împreună cu Ahmad Massoud, cu peste 6.000 de trupe raportate în Valea Panjshir.[222][223] Cu toate acestea, până la 6 septembrie, talibanii au preluat controlul asupra celei mai mari părți din provincia Panjșir, iar luptătorii rezistenței s-au retras în munț Confruntările din vale au încetat la mijlocul lunii septembrie.

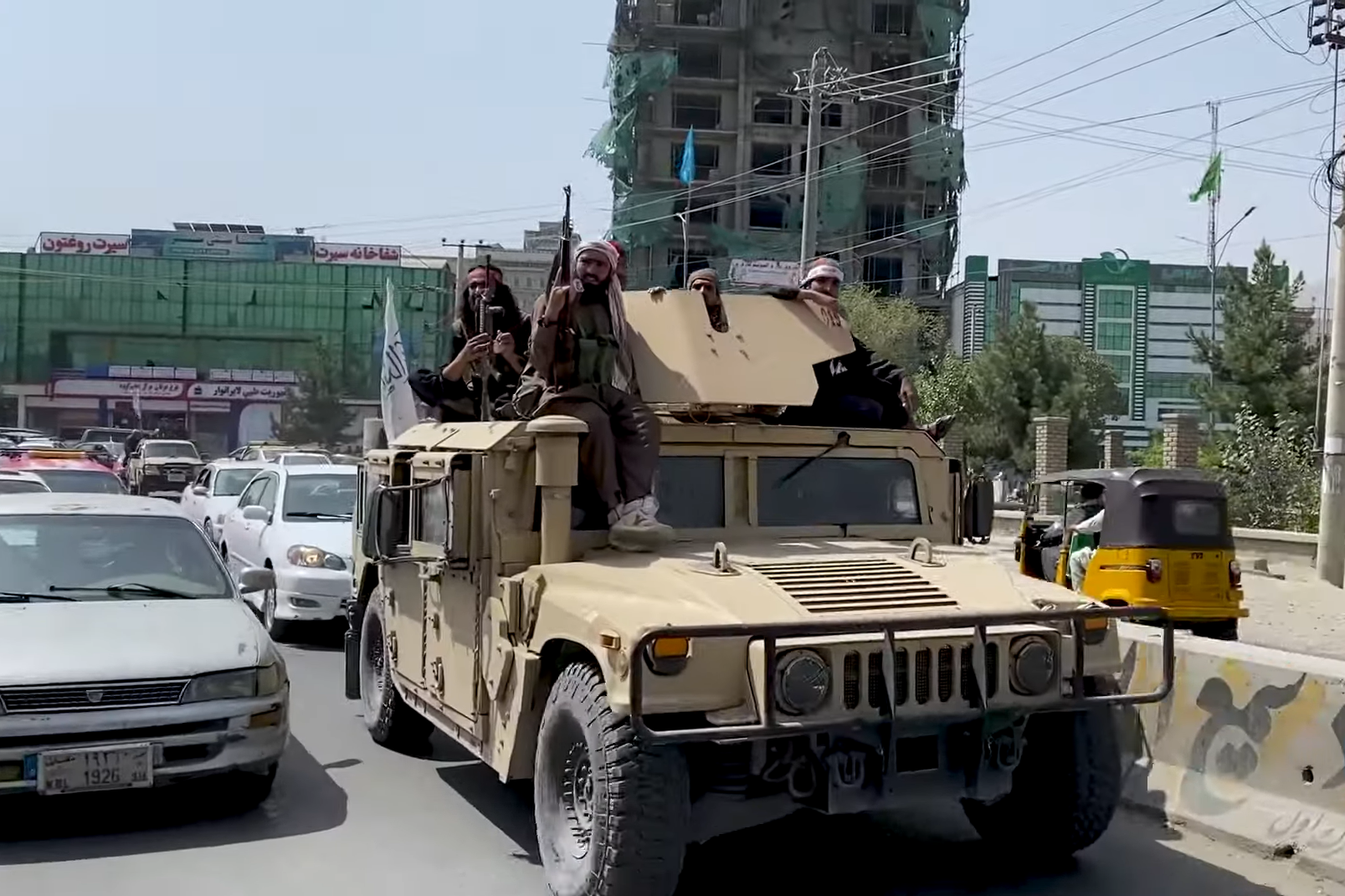
Luptători talibani în Kabul pe un Humvee capturat, după căderea Kabulului în 2021.

Potrivit Proiectului Costurile Războiului (Costs of War Project), 176.000 de persoane au fost ucise în conflict, inclusiv 46.319 civili, între 2001 și 2021. Conform Uppsala Conflict Data Program, cel puțin 212.191 de persoane au fost ucise în conflict. Deși starea de război s-a încheiat în 2021, conflictul armat persistă în unele regiuni, în contextul luptelor dintre talibani și ramura locală a Statului Islamic, precum și o insurgență republicană anti-talibană. Guvernul taliban este condus de liderul suprem Hibatullah Akhundzada și premierul interimar Hasan Akhund, care a preluat funcția la 7 septembrie 2021. Akhund este unul dintre cei patru fondatori ai talibanilor și a fost vicepremier în cadrul emiratului anterior; numirea sa a fost văzută ca un compromis între moderați și radicali. A fost format un nou cabinet, format exclusiv din bărbați, care îl includea pe Abdul Hakim Haqqani în funcția de ministru al justiției. Pe 20 septembrie 2021, Secretarul General al ONU, António Guterres, a primit o scrisoare de la ministrul afacerilor externe interimar, Amir Han Muttaqi, pentru a revendica oficial locul Afganistanului ca stat membru pentru purtătorul de cuvânt oficial al acestora din Doha, Suhail Șaheen. Națiunile Unite nu au recunoscut guvernul taliban anterior și au ales să colaboreze cu fostul guvern afgan în exil.
Națiunile occidentale au suspendat cea mai mare parte a ajutorului umanitar acordat Afganistanului după preluarea țării de către talibani în august 2021; Banca Mondială și Fondul Monetar Internațional au oprit de asemenea plățile. Peste jumătate dintre cei 39 de milioane de cetățeni afgani se confruntau cu o penurie acută de alimente în octombrie 2021. Human Rights Watch a raportat pe 11 noiembrie 2021 că Afganistanul se confrunta cu foamete pe scară largă din cauza unei crize economice și bancare.

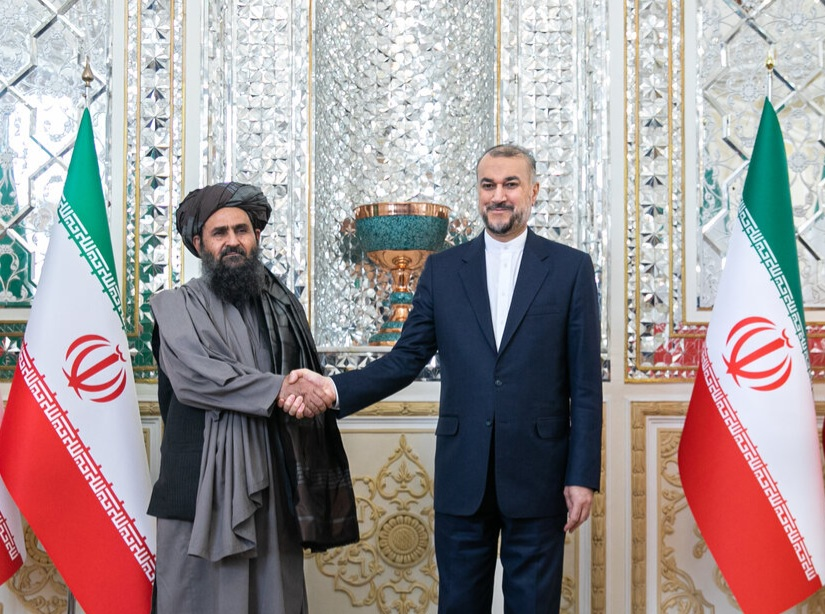
Un oficial taliban împreună cu ministrul iranian de externe Hossein Amir-Abdollahian în 2023.

Talibanii au redus semnificativ corupția, îmbunătățindu-și scorul în indicele percepției corupției de pe locul 174 pe locul 150 din 180 de țări între 2021 și 2022, dar au scăzut apoi pe locul 162 în 2023. De asemenea, s-a raportat că talibanii au redus mita și extorcările în serviciile publice. În același timp, situația drepturilor omului din țară s-a înrăutățit. După invazia din 2001, peste 5,7 milioane de refugiați s-au întors în Afganistan; cu toate acestea, în 2021, 2,6 milioane de afgani rămâneau refugiați, în principal în Iran și Pakistan, iar alți 4 milioane erau strămutați intern.
În octombrie 2023, guvernul pakistanez a ordonat expulzarea afganilor din Pakistan. Iranul a decis de asemenea să deporteze cetățenii afgani înapoi în Afganistan. Autoritățile talibane au condamnat deportările ca fiind un „act inuman”. Afganistanul s-a confruntat cu o criză umanitară la sfârșitul anului 2023.
Pe 10 noiembrie 2024, Ministerul de Externe al Afganistanului a confirmat că reprezentanții talibani vor participa la Conferința ONU privind Schimbările Climatice din 2024, marcând prima participare a țării de la revenirea talibanilor la putere în 2021. Afganistanul fusese exclus de la summiturile anterioare din cauza lipsei de recunoaștere internațională a regimului taliban. În mai 2025, Iranul a ordonat deportarea în masă a unui număr estimat de 4 milioane de migranți și refugiați afgani.

## Relații externe
Pakistan
Granița Pakistanului cu Afghanistanul, numită Linia Durand, a fost stabilită de coloniștii britanici în 1893.
Pakistan a privit Linia Durand ca legitimă, totuși nu era și cazul Emiratului în cadrul căruia nici un guvern nu a acceptat vreodată legitimitatea graniței.
Linia Durand devine astfel inacceptabilă pentru majoritatea afganilor, în special datorită faptului că acesta linie a divizat poporul paștun în 4 regiuni: Afganistan, Pashtunkhwa, Baluchistan și FATA, iar ideea paștună se bazează pe unirea tuturor teritoriilor pakistaneze locuite de paștuni într-un stat independent, ori chiar crearea unui nou Afganistan împreună cu teritoriile dominate de paștuni.

## Galerie

Drapelul Republicii Islamice Afganistan recunoscută internațional (2004-2021)
Stema Republicii Islamice Afganistan recunoscută internațional (2004-2021)